# Škoda Auto

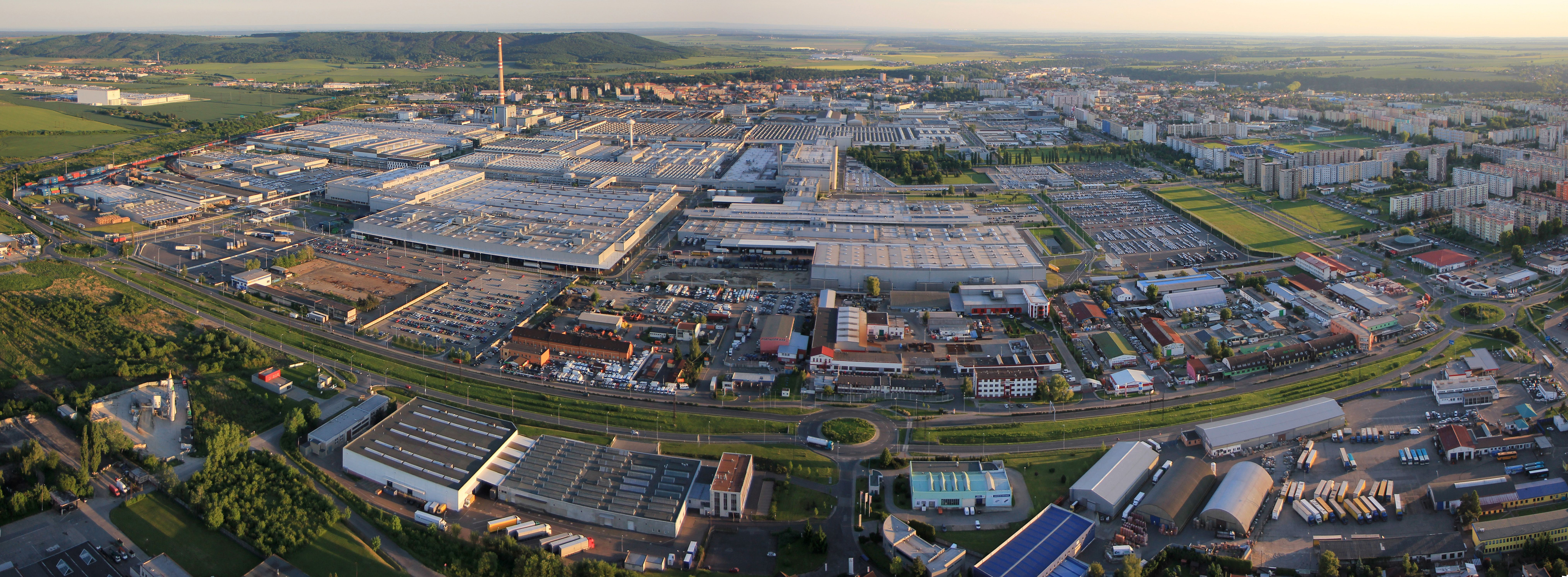
Škoda-Stammwerk in Mladá Boleslav

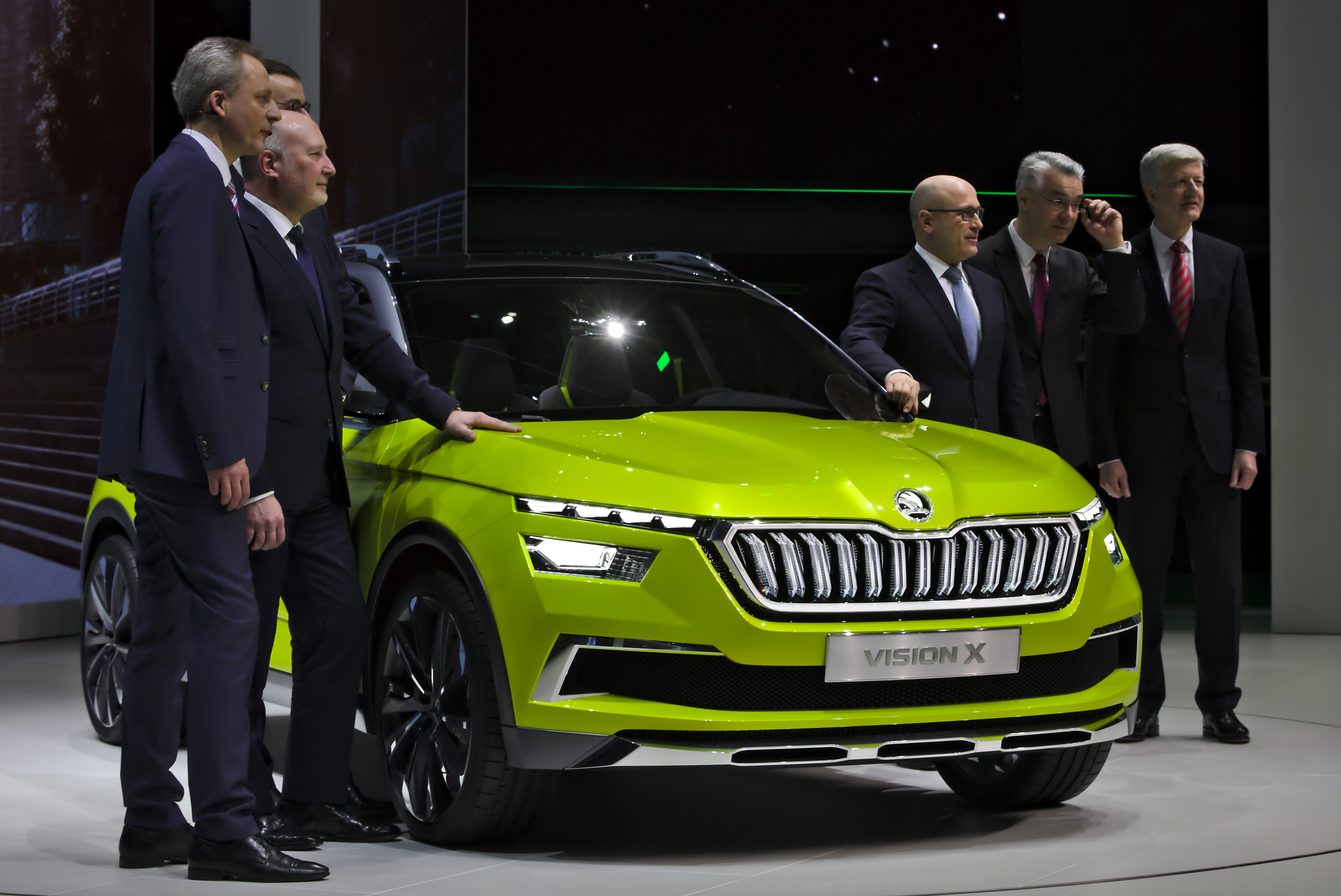
Vorstände Christian Strube, Klaus-Dieter Schürmann, Alain Favey, Bernhard Maier, Michael Oeljeklaus und Dieter Seemann bei der Vorstellung des Škoda Vision X auf dem Genfer Auto-Salon 2018

Škoda Auto a.s. ([ˈʃkɔda] ⓘ) mit Sitz in Mladá Boleslav ist ein Automobilhersteller in Tschechien. Die Firma ist einhundertprozentige Tochtergesellschaft der Volkswagen AG. Die Automobilmarke Škoda ist eine der ältesten der Welt.
Škoda Auto wurde 1895 als Fahrradhersteller unter der Firma  Laurin & Klement von Václav Laurin und Václav Klement gegründet, fertigte ab 1905 Automobile.
Der Maschinenbaukonzern Škoda kaufte 1925 die durch den Ersten Weltkrieg geschwächte Gesellschaft auf. Dadurch erhielten Fahrzeuge das Emblem Laurin & Klement – Škoda, neue Modelle kamen ab 1925 nur noch als Škoda auf den Markt. Namensgeber war der Industrielle und Ingenieur Emil von Škoda. 1930 erhielt der Automobilhersteller innerhalb des Konzerns den Namen Akciová společnost pro automobilový průmysl (Aktiengesellschaft für die Automobilindustrie) mit der Abkürzung ASAP. Nach der Zerschlagung der Tschechoslowakei im Jahr 1939 durch Einmarsch deutscher Truppen im März 1939 wurde der Automobilhersteller Teil der deutschen Reichswerke Hermann Göring. Nach dem Zweiten Weltkrieg wurden die Automobilwerke im Jahr 1945 verstaatlicht, die Automobilsparte ASAP als Automobilové závody, národní podnik (Automobilwerke, Nationalbetrieb) mit der Abkürzung AZNP aus dem Mischkonzern ausgegliedert und seither planwirtschaftlich betrieben.
Um eine Privatisierung des Automobilherstellers zu ermöglichen, wurde der Staatsbetrieb nach der Samtenen Revolution 1990 in eine Aktiengesellschaft mit dem Namen Automobilový koncern Škoda a.s. (Automobilkonzern Škoda Aktiengesellschaft) umgewandelt, sodass die tschechoslowakische Regierung der Volkswagen AG einen Minderheitsanteil am Unternehmen verkaufen konnte. 1991 folgte die Umbenennung in Škoda automobilová a.s. (Škoda Automobil-Aktiengesellschaft). 1997 wurde der Hersteller in seinen gegenwärtigen Namen Škoda Auto a.s. umbenannt. Schrittweise baute die Volkswagen AG ihren Anteil an Škoda Auto aus, so dass Škoda Auto am 30. Mai 2000 vollständig im Besitz von Volkswagen war.
Es existiert außerdem die Škoda Transportation a.s., die u. a. Lokomotiven, Busse und Straßenbahnwagen herstellt, die genauso wie Škoda Auto aus dem Konzern Škoda hervorging; dieses Unternehmen gehört aber nicht zur Volkswagen AG.
2020 verkaufte der Autohersteller 1.004.800 Fahrzeuge und damit zum siebten Mal in Folge mehr als eine Million pro Jahr. 2021 waren es 878.200 Fahrzeuge und 2022 insgesamt 731.300 Stück. Am 11. April 2019 feierte Škoda die Produktion von 22 Millionen Fahrzeugen in der gesamten Firmengeschichte.

## Geschichte

Beschwerdebrief an den Fahrradhersteller Seidel & Neumann

1895: Gründung des Unternehmens Laurin & Klement

### 1895 bis 1905 – Gründung von Laurin & Klement
Das Unternehmen wurde am 18. Dezember 1895 von dem Buchhändler Václav Klement und dem Fahrradmechaniker Václav Laurin in Mladá Boleslav gegründet. Laurin war Gesellschafter der Firma Kraus & Laurin in Turnov, die Fahrräder reparierte. Die Initiative zur Gründung der Fabrik ging von Klement aus. Er hatte sich über den Dresdner Hersteller Seidel & Naumann geärgert, da dieser seine Beschwerde in tschechischer Sprache über die mangelhafte Haltbarkeit seines Fahrrades nicht berücksichtigen wollte.
Anfangs wurden Fahrräder der Marke Slavia gebaut und repariert, drei Jahre später folgten Modelle mit Hilfsmotor. 1898 wurde außerhalb von Mladá Boleslav eine kleine Fabrik errichtet, in der 40 Arbeiter tätig waren. 1899 wurden die ersten Motorräder und ab 1905 Automobile hergestellt. Ende des Jahres 1902 verließ bereits das zweitausendste Motorrad die Fabrik. Die L&K-Motorräder waren bei Wettbewerben sehr erfolgreich, bei 34 Rennen im Jahr 1903 errangen sie 32 Siege. 1905 baute L&K 19 verschiedene Motorräder mit Ein- und Zweizylindermotoren sowie die Vierzylindermaschine CCCC 5HP. Bereits 1901 hatte sich L&K mit der Entwicklung von Automobilen beschäftigt und auf der Automobilausstellung in Wien ein Fahrzeug mit Zweizylindermotor ausgestellt.

### 1905 bis 1914 – Anfang der Produktion von Automobilen
1905 wurden die ersten Automobile gebaut, zuerst die Voiturette mit einem 1005 cm³ großen, wassergekühlten, 7 PS starken Zweizylinder und kurze Zeit später der Typ B mit 9 PS und 1399 cm³. 1907 folgten die Typen B2 mit 2278 cm³ und 10 PS und der Typ C, ein Taxi mit 12 PS.
1907 wurde das Unternehmen in eine Aktiengesellschaft umgewandelt, 1912 wurde die Reichenberger Automobil Fabrik übernommen und bald war das Unternehmen der größte Automobilhersteller in Österreich-Ungarn. 1909 wurde der Konstrukteur Otto Hieronimus eingestellt, der vorher schon bei Benz und Daimler gearbeitet hatte. Dieser war auch Rennfahrer und entwickelte den Typ FCR, einen Rennwagen, der 130 km/h erreichte. Laurin & Klement baute neben Motorrädern und Automobilen auch Stationärmotoren, Nutzfahrzeuge, Omnibusse, landwirtschaftliche Maschinen und Straßenwalzen. Rund 40 % der Automobile wurden nach Russland exportiert, auch nach Japan, Südamerika, Neuseeland und in die meisten europäischen Länder wurden Fahrzeuge ausgeführt. In den Jahren bis 1914 waren die Laurin & Klement-Fahrzeuge sehr erfolgreich bei Rennveranstaltungen.

### 1914 bis 1925 – Der Verkauf von Laurin & Klement an Škoda
Nach Beginn des Ersten Weltkriegs wurde die Produktion auf Rüstungsgüter umgestellt und erst 1919 konnte die Automobilproduktion wieder aufgenommen werden. Es war nicht einfach den zivilen Markt wieder zu erobern. Die Automobilfabrik L&K fand sich in der jungen Tschechoslowakischen Republik wieder. Vor 1914 hatten L&K nur 30 % ihrer Autos auf dem Territorium der nunmehrigen Tschechoslowakei verkauft, 20 % in der restlichen Monarchie und 50 % waren in den Export gegangen. Mit dem Ende des Ersten Weltkrieges und der Neuordnung Europas veränderten sich die Marktverhältnisse jedoch. Die Nachfrage war durchaus noch gegeben, aufgrund der hohen Materialkosten war die Produktion allerdings wenig profitabel. Das Automobil war wieder zu einem Luxusprodukt geworden, der Betrieb teuer.
Als Erstes nach dem Krieg erschienen der Typ Sh und der Kleinwagen Typ T. Es folgten größere Modelle mit Sechszylinder-Ottomotoren und Knight-Schiebersteuerung. In der Zeit von 1905 bis 1925 wurden rund 60 verschiedene Automodelle gebaut.
L&K suchten den Weg zum Kunden zu verkürzen, indem die Firma 1920 eine Reparatur-Verkaufswerkstätte in Prager Kleinseite eröffnete. Allmählich erkannte Klement, dass die Zukunft ausschließlich der Serienfertigung gehöre und nur die Massenproduktion einen billigen oder erschwinglichen Volkswagen schaffen könne. Deshalb entschieden sich L&K zu einer Partnerschaft mit den Škoda-Werken in Pilsen.
Am 27. Juni 1925 erfolgte der Zusammenschluss mit den Pilsener Škoda-Werken, wobei Laurin technischer Direktor blieb. Die zu diesem Zeitpunkt gebauten Automobilmodelle wurden von Škoda Auto, wie die neue Firma hieß, zunächst unter dem Namen „Laurin & Klement – Škoda“ und dann unter dem Namen „Škoda“ weitergebaut. Der Bau von Fahr- und Motorrädern wurde komplett eingestellt.

### 1925 bis 1945 – Erste Republik, deutsche Besatzung und Verstaatlichung

Autosalon in Prag, 1925

1930 wurde die Autosparte des Großkonzerns unter dem Namen Automobilindustrie-Aktiengesellschaft Škoda (ASAP Škoda) ausgegliedert. Nach der Weltwirtschaftskrise der 1930er Jahre gelang Škoda mit dem Popular ein neuer Durchbruch. Während des Zweiten Weltkriegs gehörte Škoda zum deutschen Staatskonzern Reichswerke Hermann Göring. Unter dem Druck der deutschen Besatzungsmacht stellte Škoda nun hauptsächlich verschiedene Arten von Kübel- und Geländewagen mit Allradantrieb sowie die schweren Radschlepper Ost her und montierte einzelne Waffenteile. Daneben wurden für BMW und Daimler-Benz Zahnräder, Wellen und Kühler produziert.
Am 9. Mai 1945 wurde die Werkshalle in Mladá Boleslav von unbekannten Bombern angegriffen. Dabei wurden die Karosseriewerkstätten, das Physik- und Chemielabor und das Konstruktionsbüro mit allen alten, archivierten Plänen zerstört. Die Rote Armee übernahm am 10. Mai 1945 die Organisation im Hauptwerk Mladá Boleslav. Am 7. Juni 1945 wurde der erste Betriebsrat gegründet. Am 24. Oktober 1945 wurde das Unternehmen verstaatlicht und schrittweise in die beginnende Planwirtschaft eingebunden. Der Betrieb wurde nach 1945 aus dem Konzern Škoda Pilsen unter Beibehaltung des Firmennamens ausgegliedert und als Nationalunternehmen weitergeführt.

### 1945 bis 1990 – Rückschläge und Erfolge

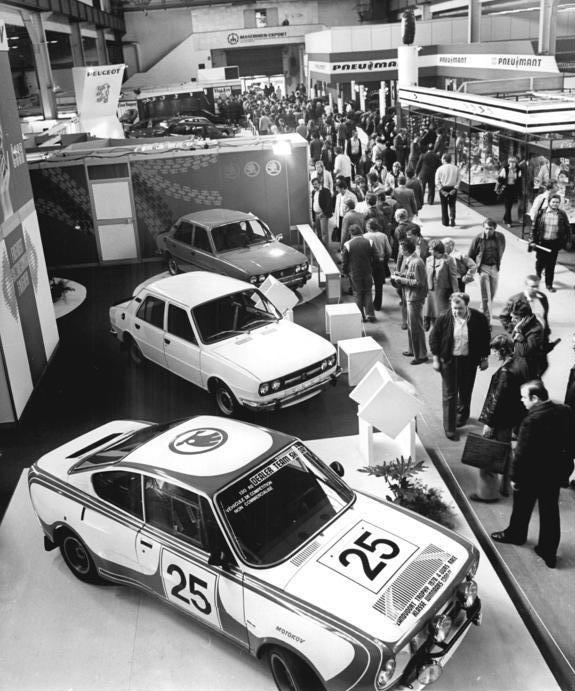
Škoda auf der Herbstmesse in Leipzig, 1980

1947 wurde der Lkw-Bau ausgegliedert und zuerst von Avia, ab 1951 von LIAZ unter der Marke Škoda weitergeführt. Anfang/Mitte der 1950er Jahre kamen neue Pkw-Modelle der Kompakt- und Mittelklasse heraus, darunter das Cabriolet Felicia. 1956 fiel die Entscheidung für die Entwicklung eines Pkws mit Heckmotor und Heckantrieb. Die Entwicklungsarbeiten verzögerten sich jedoch, sodass die Serienproduktion erst 1964 mit dem Bau des von einem Heckmotor angetriebenen Modells 1000 MB startete. Dazu war ein neues Werk in Mladá Boleslav errichtet worden, das seinerzeit zu den modernsten in ganz Europa zählte.
Im August 1969 wurden große Teile des Werks durch einen Brand zerstört. Die Fahrzeugpalette wurde in den 1960er Jahren auf die untere Mittelklasse beschränkt. Pläne von Škoda, Anfang der 1970er Jahre zusätzlich ein neues Mittelklasse-Modell mit Frontmotor und Hinterradantrieb in Serie zu bringen, (siehe unten) scheiterten ebenso wie das etwa zeitgleich vorangetriebene Projekt RGW-Auto. Stattdessen folgten weitere Heckmotor-Pkw-Modelle, 100/110 und der Typ 742 (105, 120, 125, 130, 135), von denen es als 110 R, Garde und Rapid auch sportliche Coupés gab. In der DDR zählten Škoda-Modelle zu den wichtigsten Importwagen und machten rund 10 % des gesamten Pkw-Bestands aus. Im Jahr 1962 wurde der 20 000. Škoda-PKW in die DDR importiert, 1968 kam der 80 000. Škoda-Pkw ins Land.
1969–1972 versuchte Škoda mit der Konzeption einer großzügig ausgerichteten Limousine (Typ 720) mit Frontmotor, Automatikgetriebe und ABS ein innovatives Fahrzeug anzubieten; es blieb jedoch bei einigen Prototypen wie Kombi-, Fließ- und Stufenheckfahrzeugen mit dem Design von Giorgetto Giugiaro. Der sozialistischen Führung der Tschechoslowakei wirkte das Fahrzeug zu „westlich“, zudem hätte ein Großteil der noch neuen Produktionsmaschinen ersetzt werden müssen. Dies erwies sich als unwirtschaftlich. Den tschechoslowakischen Bürgern wurde indirekt vermittelt, die Sowjetunion habe die Serienfertigung verhindert. Erst 1987 kehrte Škoda mit dem von Giuseppe Bertone entworfenen Škoda Favorit zum Frontmotor zurück.

### 1990 bis heute – Verkauf an Volkswagen

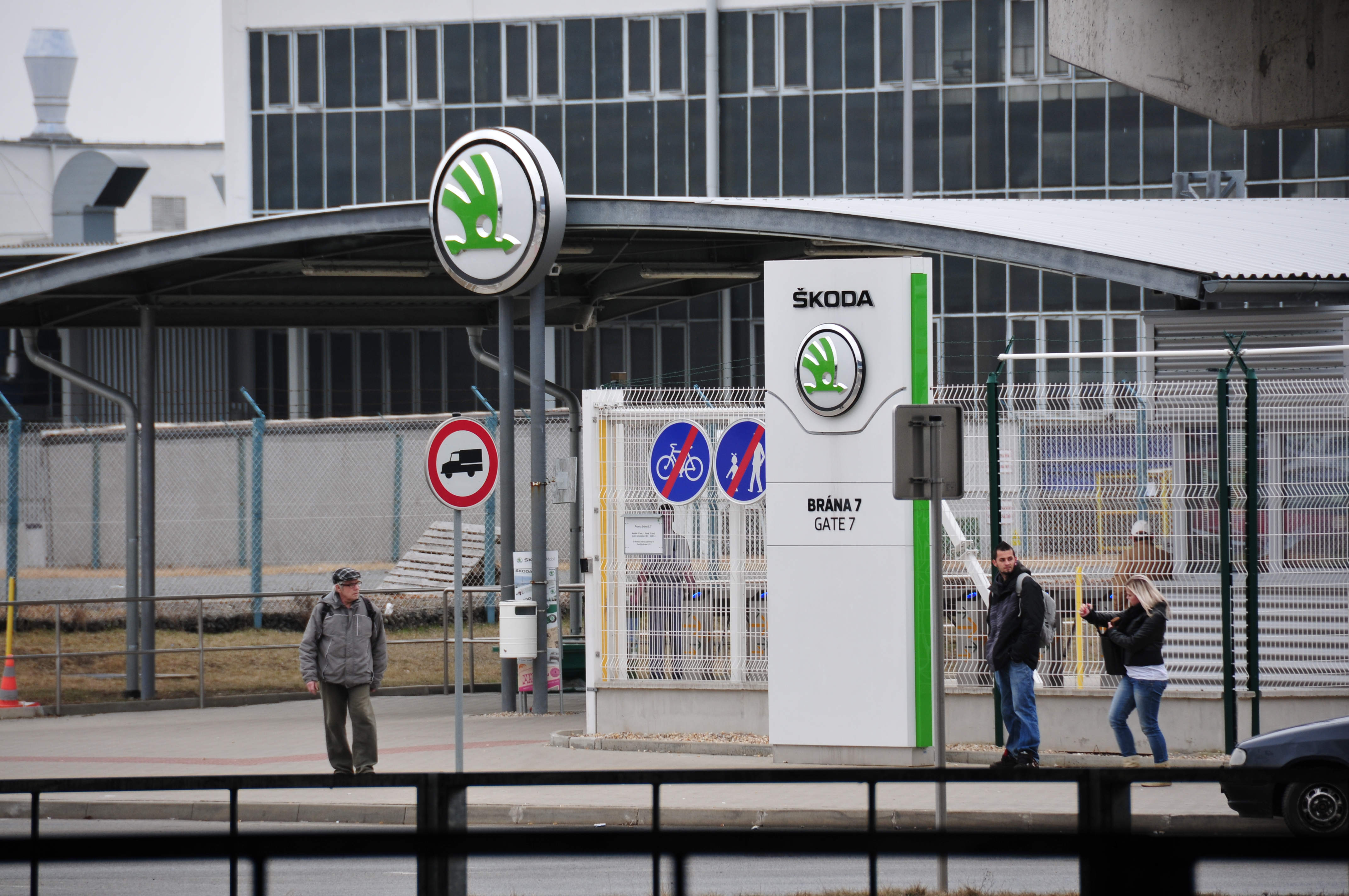
Tor 7 in Mladá Boleslav

Im Zuge der 1990 begonnenen Privatisierung entschied sich die tschechoslowakische Regierung am 9. Dezember 1990 dafür, die damalige AZNP (Automobilové závody, národní podnik; dt. Automobilwerke, Nationalbetrieb) an die Volkswagen AG zu verkaufen. Am 16. April 1991 wurde Škoda die vierte Marke des Volkswagenkonzerns. Als weitere Interessenten hatten sich die Automobilhersteller Renault und BMW angeboten, jedoch erschienen deren Zukunftskonzepte weniger überzeugend als das von Volkswagen. 1991 wurde in Weiterstadt der deutsche Importeur Škoda Auto Deutschland GmbH gegründet, ab 1995 hundertprozentige Tochtergesellschaft von Škoda Auto, a.s.
Durch das Joint Venture mit Volkswagen entstand der Škoda Felicia mit modernem Design. 1993 wurde Dirk van Braeckel neuer Chefdesigner und gestaltete die ersten Generationen der Modelle Škoda Fabia und Škoda Octavia. Mit diesen Modellen erreichte Škoda wieder einen nennenswerten Marktanteil in Westeuropa. 1998 wurde aus Škoda automobilová a.s. die Aktiengesellschaft ŠKODA AUTO a.s. und produzierte zum ersten Mal 400.000 Pkw in einem Jahr, die in 70 Länder exportiert wurden. Škoda ist weltweit auf allen großen Absatzmärkten bis auf Nordamerika, Japan und Südkorea vertreten. Nachdem der Volkswagenkonzern seinen Anteil an Škoda Auto schrittweise aufgestockt hatte, gehören ihm seit dem 30. Mai 2000 100 % des Unternehmens.

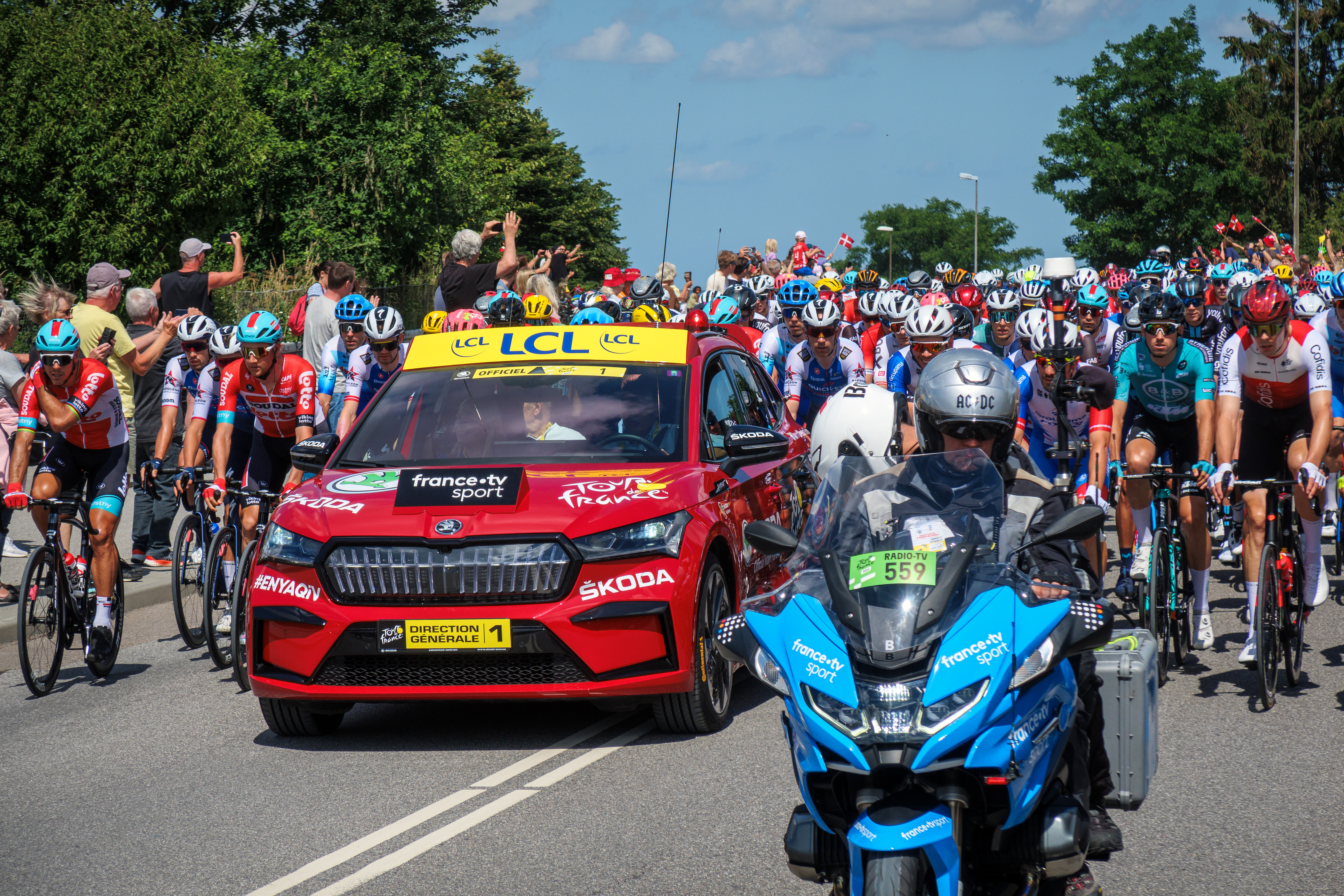
Škoda Enyaq als Begleitfahrzeug Direction Générale 1 der Tour de France 2022

Aufgrund der Verbindung von Škoda zum Fahrrad unterstützt Škoda den Radsport, seit 2004 unter anderem auch die Tour de France, und löste damit FIAT ab. Seit 2006 bietet Škoda Auto wie viele andere Kfz-Hersteller auch wieder Fahrräder zum Verkauf an. Diese stammen aus asiatischer Produktion. Die Fahrräder werden über die Vertragshändler der Automarke vertrieben. Die Marke Škoda begann mit Fahrrädern von Laurin & Klement, bevor Motorräder und später Autos produziert wurden. Im Škoda Muzeum Mladá Boleslav befinden sich mehrere Modelle aus den Anfangsjahren der Produktion. Ab etwa 1900 stagnierte die Fahrradproduktion fast völlig, es wurden nur noch einzelne Modelle von Mofas hergestellt. Erst in den 1970er Jahren kamen wieder Fahrräder von Škoda in die Öffentlichkeit.
2008 wurden die spritsparende neue Modellvariante GreenLine und das Sicherheitsprogramm ESP serienmäßig eingeführt. Auf dem russischen und ukrainischen Markt konnte Škoda 2009 gute wirtschaftliche Zahlen erreichen. Im gleichen Jahr wurden die bis dato meisten Fahrzeuge der Firmengeschichte ausgeliefert, insgesamt 684.226 Stück. In China konnte Škoda die Verkaufszahlen 2009 um 107 % auf 122.556 Fahrzeuge steigern. In Deutschland wurden 190.717 Autos ausgeliefert, ein Plus von 57,3 %. Grund für diese starke Absatzsteigerung war unter anderem die staatliche Verschrottungsprämie in Deutschland und anderen Ländern Europas. Der Verkaufserfolg der Marke führte im Frühjahr 2010 zu einem Zwist mit der VW-Zentrale über die künftige Modellpolitik.

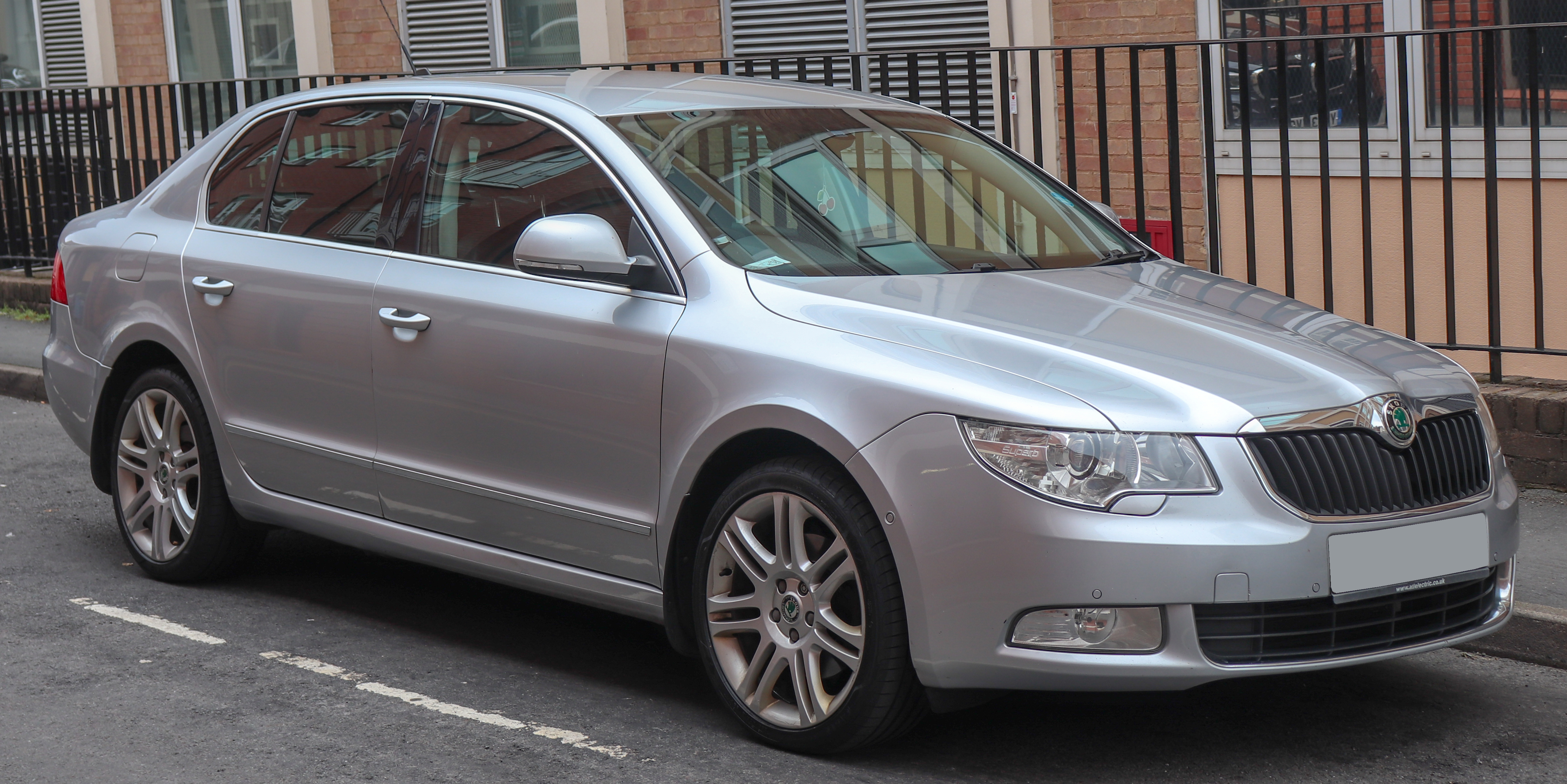
Škoda Superb II (2008–2013)

2011 präsentierte Škoda auf dem Genfer Auto-Salon sein neues Corporate Design. Zeitgleich mit der Designstudie Škoda Vision D stellte der Hersteller der Öffentlichkeit auch ein neues Markenlogo vor. Ziel für 2011/12 sei ein günstiges „Weltauto“. Dieses solle im Preissegment von unter 8000 Euro platziert sein. Des Weiteren zeigte der Hersteller Interesse an einem größeren SUV in Form des VW Touareg und an einer Beteiligung an der Sparte von Volkswagen Nutzfahrzeuge. Ende September 2011 stellte das Unternehmen den Škoda Citigo vor, einen lange vorher angekündigten Kleinstwagen auf dessen Basis auch der Volkswagen up! beruht. Kurz darauf erfolgte der Produktionsbeginn des Škoda Rapid in Pune (Indien). 2012 begann die Fertigung des europäischen Rapid. Škoda entwickelte gleichzeitig für das spanische Schwesterunternehmen Seat den neuen Seat Toledo, der mit dem Rapid weitgehend baugleich ist. Die Produktion läuft auf Bändern im Škoda-Stammwerk Mladá Boleslav. Mit 939.202 ausgelieferten Fahrzeugen konnte die Marke 2012 die bisherige Bestmarke von 2009 übertreffen.

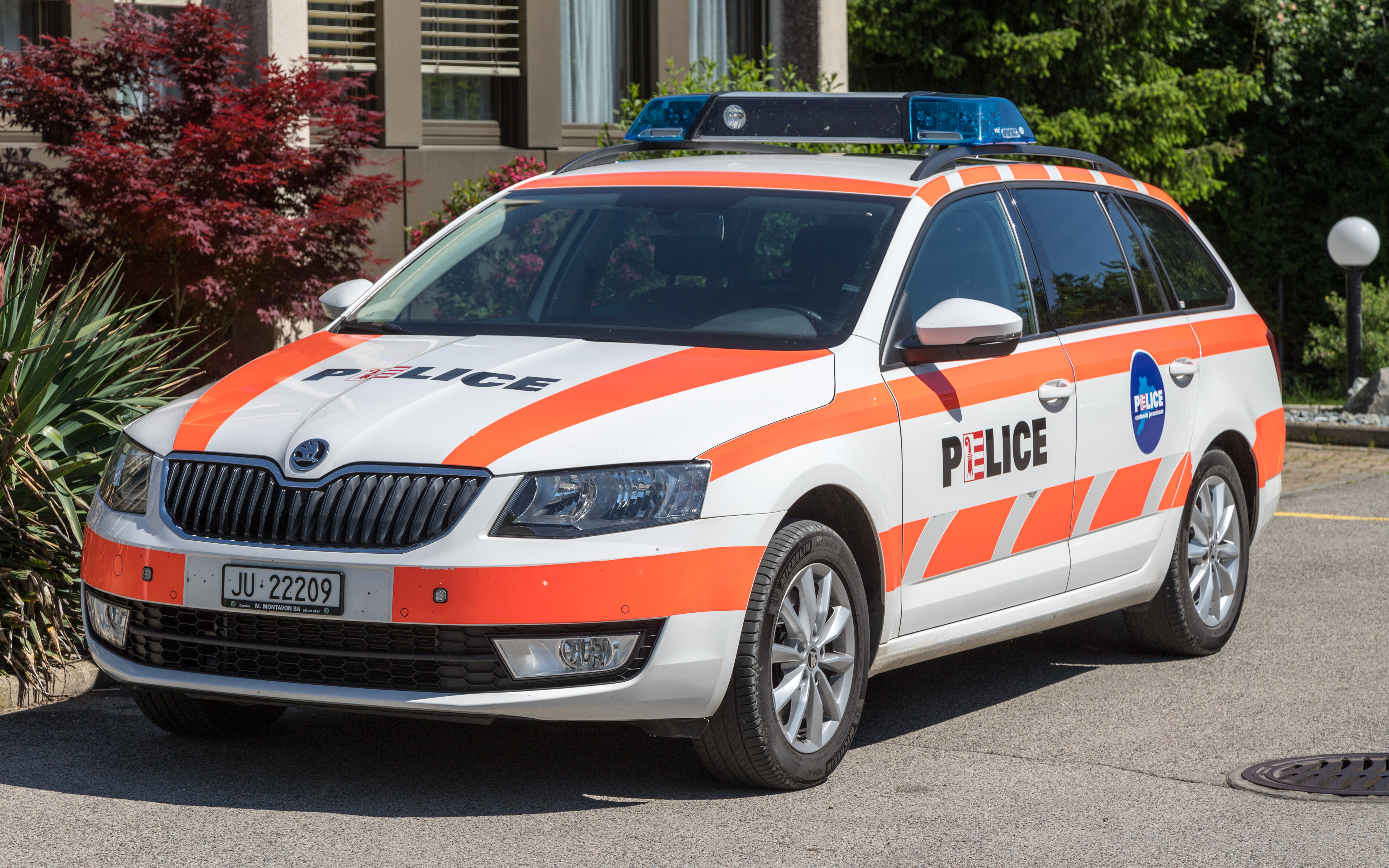
Škoda Octavia III als Polizeifahrzeug

2012 führte Škoda im Rahmen der Wachstumsstrategie 2018 die Umweltstrategie „GreenFuture“ ein. Sie soll die Nachhaltigkeit des Unternehmens weiter verbessern. GreenFuture basiert auf drei Säulen. GreenProduct setzt sich neue Modelle mit weiter gesenkten Verbrauchs- und Abgasemissionswerten zum Ziel, GreenFactory soll die Fertigung in den eigenen Produktionsstätten um 25 % umweltgerechter gestalten, etwa durch deutliche Reduzierungen des Energie- und Wasserverbrauchs sowie des Abfall- und Kohlendioxidaufkommens. GreenRetail beschreibt einen verbesserten Umweltschutz in den Händler- und Werkstattbetrieben, der durch regelmäßige Audits überprüft werden soll.

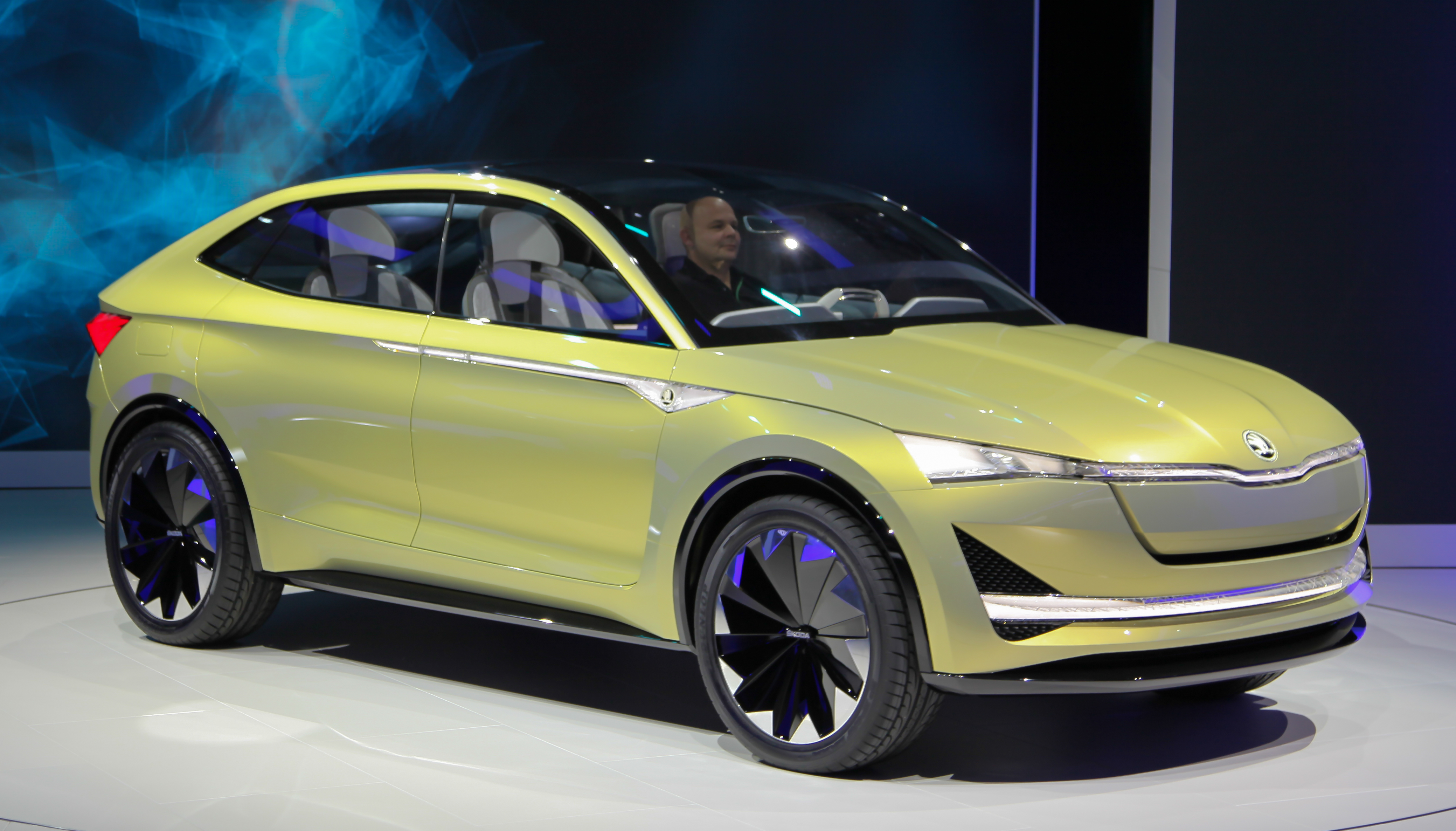
2017 vorgestelltes Konzeptfahrzeug Škoda Vision E mit elektrischem Antrieb

Im Februar 2013 lief der fünfzehnmillionste Škoda vom Band. Es starteten die Produktion der dritten Generation des Octavia und des Rapid Spaceback, des ersten Kurzheckmodells der Marke im unteren Mittelklassesegment. Škoda präsentierte ihn auf der IAA zusammen mit dem Facelift des Yeti. Der stärkste Absatzmarkt von Škoda war im Geschäftsjahr 2013 China mit 226.971 Auslieferungen an Kunden, gefolgt von Deutschland (136.415) und Russland (87.456). In China begann im Frühjahr 2014 die lokale Produktion des Octavia III. In Russland erfolgte ab Frühjahr 2014 die Fertigung des Škoda Rapid. Heute ist Škoda in über 100 Ländern vertreten.
2016 verabschiedete Škoda parallel zu weiteren Marken des Volkswagenkonzerns die „Strategie 2025“. Darin definiert das Unternehmen die Bereiche Elektromobilität, Digitalisierung und Internationalisierung als zentrale Handlungsfelder. Zudem will das Unternehmen mit digitalen Services langfristig einen ähnlich hohen Umsatz erzielen wie mit dem klassischen Geschäftsfeld des Automobilbaus.
Auf der Auto Shanghai hat der Hersteller im April 2017 mit dem Škoda Vision E die erste Design- und Technologiestudie vorgestellt, die mit einem rein elektrischen Antrieb ausgestattet ist. Der Prototyp ist laut eigenen Angaben ein Ausblick auf die Elektromobilität des Herstellers. Das entsprechende SUV-Serienmodell soll 2020 auf den Markt kommen.
Zur Internationalen Automobil-Ausstellung 2019 gab das Unternehmen die Gründung der Submarke Škoda iV für Modelle mit elektrifiziertem Antriebsstrang bekannt. Gleichzeitig kündigte Škoda den Plug-in-Hybrid Superb iV und den batterieelektrischen Kleinstwagen Citigo iV an.
Im Auftrag des Volkswagenkonzerns verantwortet Škoda Auto seit Mitte 2018 federführend die geplante Modelloffensive der Gruppe in Indien. Der Konzern plant dort schwerpunktmäßig zwischen 2019 und 2021 eine Milliarde Euro zu investieren. Um maximale Marktnähe zu garantieren, sollen die Modelle für den indischen Markt auf die Bedürfnisse der dortigen Autofahrer zugeschnitten sein und fast vollständig in Indien entwickelt und produziert werden. Zu diesem Zweck eröffneten Škoda Auto und Volkswagen Anfang 2019 ein neues Technologiezentrum im indischen Pune, in dem 250 Ingenieure arbeiten sollen. Ein Software-Entwicklungszentrum mit Büros in Gurugram und Pune unterstützt seit Februar 2020 die IT des Automobilherstellers weltweit und entwickelt digitale Services.
Um die Digitalisierung von Produkten und Unternehmensprozessen sowie die Entwicklung von digitalen Mobilitätsdienstleistungen voranzutreiben, gründete der Automobilhersteller Anfang 2017 das Škoda Auto DigiLab in Prag. In den folgenden Jahren eröffneten Ableger im israelischen Tel Aviv (2018), in der chinesischen Hauptstadt Peking (2019) und in Pune im indischen Bundesstaat Maharashtra (2020). Die DigiLabs verstehen sich als Teil der lokalen Start-up-Szenen und sollen dort nach geeigneten Kooperationspartnern und Ideen suchen, um digitale Mobilitätsservices und neue Geschäftsmodelle zu entwickeln. Gleichzeitig werden lokale IT-Talente gefördert und entwickelt.
Seit Juli 2022 ist Klaus Zellmer neuer Vorstandsvorsitzender.

#### Weltweiter Absatz
| Modell                                 | 1997    | 1998    | 1999    | 2000    | 2001    | 2002    | 2003    | 2004    | 2005    | 2006    | 2007    | 2008    | 2009    | 2010    | 2011    | 2012    | 2013    | 2014      | 2015      | 2016      | 2017      | 2018      | 2019      | 2020      | 2021    |
| -------------------------------------- | ------- | ------- | ------- | ------- | ------- | ------- | ------- | ------- | ------- | ------- | ------- | ------- | ------- | ------- | ------- | ------- | ------- | --------- | --------- | --------- | --------- | --------- | --------- | --------- | ------- |
| Škoda Citigo                           | —       | —       | —       | —       | —       | —       | —       | —       | —       | —       | —       | —       | —       | —       | 510     | 29.960  | 45.225  | 42.494    | 40.152    | 40.674    | 37.115    | 39.200    | 31.200    | 15.000    | 4.400   |
| Škoda Felicia                          | 288.458 | 261.127 | 241.256 | 148.028 | 44.963  | —       | —       | —       | —       | —       | —       | —       | —       | —       | —       | —       | —       | —         | —         | —         | —         | —         | —         | —         | —       |
| Škoda Fabia                            | —       | —       | 823     | 128.872 | 250.978 | 264.641 | 260.988 | 247.600 | 236.698 | 243.982 | 232.890 | 246.561 | 264.173 | 229.045 | 266.763 | 240.470 | 201.989 | 160.518   | 192.358   | 202.303   | 206.499   | 190.900   | 172.800   | 105.500   | 99.100  |
| Škoda Kodiaq                           | —       | —       | —       | —       | —       | —       | —       | —       | —       | —       | —       | —       | —       | —       | —       | —       | —       | —         | —         | 447       | 99.961    | 149.200   | 171.800   | 131.600   | 98.600  |
| Škoda Rapid                            | —       | —       | —       | —       | —       | —       | —       | —       | —       | —       | —       | —       | —       | —       | 1.671   | 24.692  | 103.781 | 221.363   | 194.321   | 212.656   | 211.480   | 191.500   | 142.100   | 79.700    | 63.700  |
| Škoda Octavia                          | 47.876  | 102.373 | 143.251 | 158.503 | 164.134 | 164.017 | 165.635 | 181.683 | 233.322 | 270.274 | 309.951 | 344.857 | 317.335 | 349.746 | 387.183 | 409.632 | 359.578 | 389.257   | 432.335   | 435.974   | 418.767   | 388.200   | 363.700   | 257.400   | 200.800 |
| Škoda Superb                           | —       | —       | —       | —       | 177     | 16.867  | 23.135  | 22.392  | 22.091  | 20.989  | 20.530  | 25.645  | 44.548  | 98.873  | 116.726 | 109.087 | 94.433  | 91.084    | 80.176    | 138.854   | 150.910   | 138.100   | 104.800   | 86.200    | 66.100  |
| Škoda Roomster                         | —       | —       | —       | —       | —       | —       | —       | —       | —       | 14.422  | 66.661  | 57.467  | 47.152  | 32.332  | 36.010  | 37.964  | 33.295  | 29.643    | 16.612    | 29        | 1         | —         | —         | —         | —       |
| Škoda Yeti                             | —       | —       | —       | —       | —       | —       | —       | —       | —       | —       | —       | —       | 11.018  | 52.604  | 70.321  | 87.397  | 82.449  | 102.867   | 99.547    | 95.540    | 69.467    | 13.100    | —         | —         | —       |
| Škoda Kamiq (EU) + Škoda Kamiq (China) | —       | –       | –       | –       | –       | –       | –       | –       | –       | –       | –       | –       | –       | –       | –       | –       | –       | –         | –         | –         | –         | 27.900    | 64.600    | 128.500   | 120.700 |
| Škoda Karoq                            | —       | –       | –       | –       | –       | –       | –       | –       | –       | –       | –       | –       | –       | –       | –       | –       | –       | –         | –         | –         | –         | 115.700   | 152.700   | 137.200   | 119.200 |
| Škoda Kushaq                           | —       | –       | –       | –       | –       | –       | –       | –       | –       | –       | –       | –       | –       | –       | –       | –       | –       | –         | –         | –         | –         | –         | –         | –         | 12.800  |
| Škoda Enyaq                            | —       | –       | –       | –       | –       | –       | –       | –       | –       | –       | –       | –       | –       | –       | –       | –       | –       | –         | –         | –         | –         | –         | –         | 600       | 44.700  |
| Gesamt                                 | 336.334 | 365.500 | 385.330 | 435.403 | 460.252 | 445.525 | 449.758 | 451.675 | 492.111 | 549.667 | 630.032 | 674.530 | 684.226 | 762.600 | 879.184 | 939.202 | 920.750 | 1.037.226 | 1.055.501 | 1.126.477 | 1.200.535 | 1.253.700 | 1.242.800 | 1.004.800 | 878.200 |
| Quelle                                 | [ 44 ]  | [ 45 ]  | [ 45 ]  | [ 45 ]  | [ 45 ]  | [ 45 ]  | [ 46 ]  | [ 47 ]  | [ 48 ]  | [ 49 ]  | [ 50 ]  | [ 51 ]  | [ 52 ]  | [ 53 ]  | [ 54 ]  | [ 55 ]  | [ 56 ]  | [ 57 ]    | [ 58 ]    | [ 59 ]    | [ 60 ]    | [ 61 ]    | [ 62 ]    | [ 63 ]    | [ 1 ]   |

## Produktionszahlen
Gesamtproduktion Fahrzeuge von 1998 bis 2021
| Jahr         | 1998    | 1999    | 2000    | 2001    | 2002    | 2003    | 2004    | 2005    | 2006    |
| ------------ | ------- | ------- | ------- | ------- | ------- | ------- | ------- | ------- | ------- |
| PKW          |         | 348.738 | 428.205 | 456.905 | 441.308 | 436.279 | 443.049 | 493.463 | 555.291 |
| Nutzfahrzeug |         | 18.515  | 22.705  | 3.981   | 1.161   | 1.275   | 1.072   | 1.174   | 1.084   |
| Summe        | 399.099 | 367.253 | 450.910 | 460.886 | 442.469 | 437.554 | 444.121 | 494.637 | 556.375 |

| Jahr           | 2007    | 2008    | 2009    | 2010    | 2011    | 2012    | 2013    | 2014      |
| -------------- | ------- | ------- | ------- | ------- | ------- | ------- | ------- | --------- |
| PKW            | 615.435 | 594.688 | 532.045 | 551.115 | 602.413 |         | 586.468 | 655.748   |
| Nutzfahrzeug   | 6.238   | 6.885   | 2.649   | 2.746   | 3.013   |         |         |           |
| ŠKODA Slowakei | 15.205  | 18.393  |         |         |         |         |         |           |
| ŠKODA China    | 23.805  | 56.851  |         |         |         |         |         |           |
| Summe          | 660.683 | 676.817 | 668.806 | 780.494 | 901.665 | 943.412 | 932.067 | 1.049.682 |

| Jahr           | 2015      | 2016      | 2017      | 2018      | 2019      | 2020    | 2021    | 2022 |
| -------------- | --------- | --------- | --------- | --------- | --------- | ------- | ------- | ---- |
| PKW            | 673.435   | 761.187   | 858.103   |           |           |         |         |      |
| Nutzfahrzeug   |           |           |           |           |           |         |         |      |
| ŠKODA Slowakei |           |           |           |           |           |         |         |      |
| ŠKODA China    |           |           |           |           |           |         |         |      |
| Summe          | 1.037.051 | 1.152.037 | 1.232.072 | 1.285.088 | 1.243.066 | 940.853 | 801.910 |      |

## Motorsport

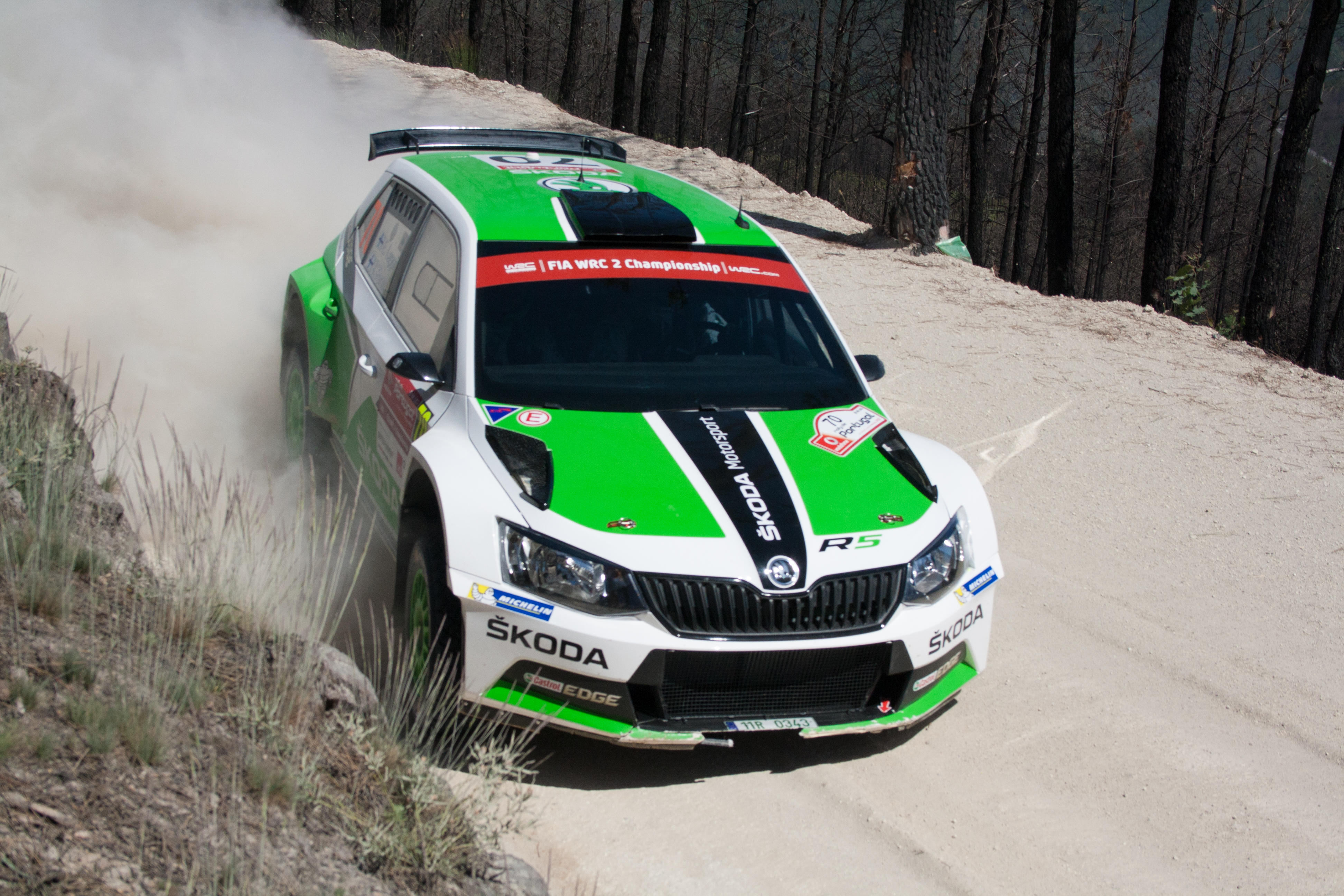
Škoda Fabia R5, FIA World Rally Championship-2

Mit der traditionellen Motorsportabteilung nimmt der Hersteller direkt an der Rallye-Weltmeisterschaft (WRC) teil. Mit dem Škoda Fabia R5 hat Škoda Motorsport die World Rally Championship-2 Hersteller-Weltmeisterschaft in den Jahren 2015, 2016, 2017 und 2018 in der Teamwertung gewonnen.

## Geschichte des Logos
Nach der Übernahme durch Škoda benutzte das Automobilwerk zuerst ein ovales Unternehmenslogo mit der Inschrift „Škoda“, doch bereits 1926 wurde der traditionelle, heute noch gebräuchliche Škoda-Pfeil eingeführt. Als Vorbild für das heutige Logo könnte dabei der Federschmuck von Indianern gedient haben; in den 1920er Jahren bezeichnete man das Symbol im Volksmund als „Indianer“. Im Dezember 1923 wurde das Motiv „Pfeil mit drei Federn im Ring“ beim Amt für die Registrierung von Zeichen und Mustern als Warenzeichen eingetragen. Als Schöpfer des Logos gilt der damalige kaufmännische Direktor der Pilsener Škoda-Werke Tomáš Maglič. Heute wird das Logo im Tschechischen umgangssprachlich auch als „mit Pfeil erschossenes Huhn“ (prostřelená slepice) bezeichnet.
Der Ring zeigt die Allseitigkeit der Produktion, die Vollkommenheit der Fertigung, den Erdball und die Welt. Die Feder deutet auf den technischen Fortschritt, die Spannweite des Produktionsprogramms sowie den internationalen Vertrieb der Produkte hin, der Pfeil kennzeichnet die fortschrittlichen Fertigungsmethoden und hohe Arbeitsproduktivität. Das Auge weist auf die Genauigkeit der Fertigung, technischen Scharfsinn und Überblick hin. In der Verbindung des von Lorbeeren umrandeten geflügelten Pfeils akzentuiert das Symbol die 100-jährige Tradition der Firmengründer.
Von 1991 bis 2011 trat das Logo in Grün und mit der Inschrift „Škoda Auto“ anstelle der Lorbeeren auf. Das Ziel war die Unterscheidung zwischen dem Autohersteller und dem Maschinenbaukonzern. Die grüne Farbe bildet einen Verweis auf die Bemühungen um Umweltschutz und Recycling. 2011 stellte man auf dem Genfer Automobilsalon das neue Markenzeichen vor. Die Inschrift und die schwarze Umrandung verschwanden und wurden durch eine silberne Umrandung mit der in großen Buchstaben geschriebenen Überschrift „Škoda“ ausgetauscht. Das alte Logo fand noch bis 2012 Verwendung. 2013 erhielten Autohäuser und Werksstandorte das neue Corporate Design. Fahrzeuge wurden aber noch 2011 mit dem Logo mit schwarzer Chromoptik gebaut. Mit der Bekanntgabe der „Next Level“-Strategie Ende August 2022 wurde auch ein neues Logo vorgestellt. Es ist nicht mehr dreidimensional und zeigt nur noch einen Schriftzug: das Hatschek über dem S, das die Aussprache kennzeichnet, wurde im Buchstaben stilisiert integriert. Im Handel war das neue Logo ab 2023 zu sehen. Erste Modelle verwendeten das Logo ab 2024.

1895–1905: Das Logo von Fahr- und Motorrädern der Marke Slavia. Lindenblätter sind das Zeichen der Slawen.
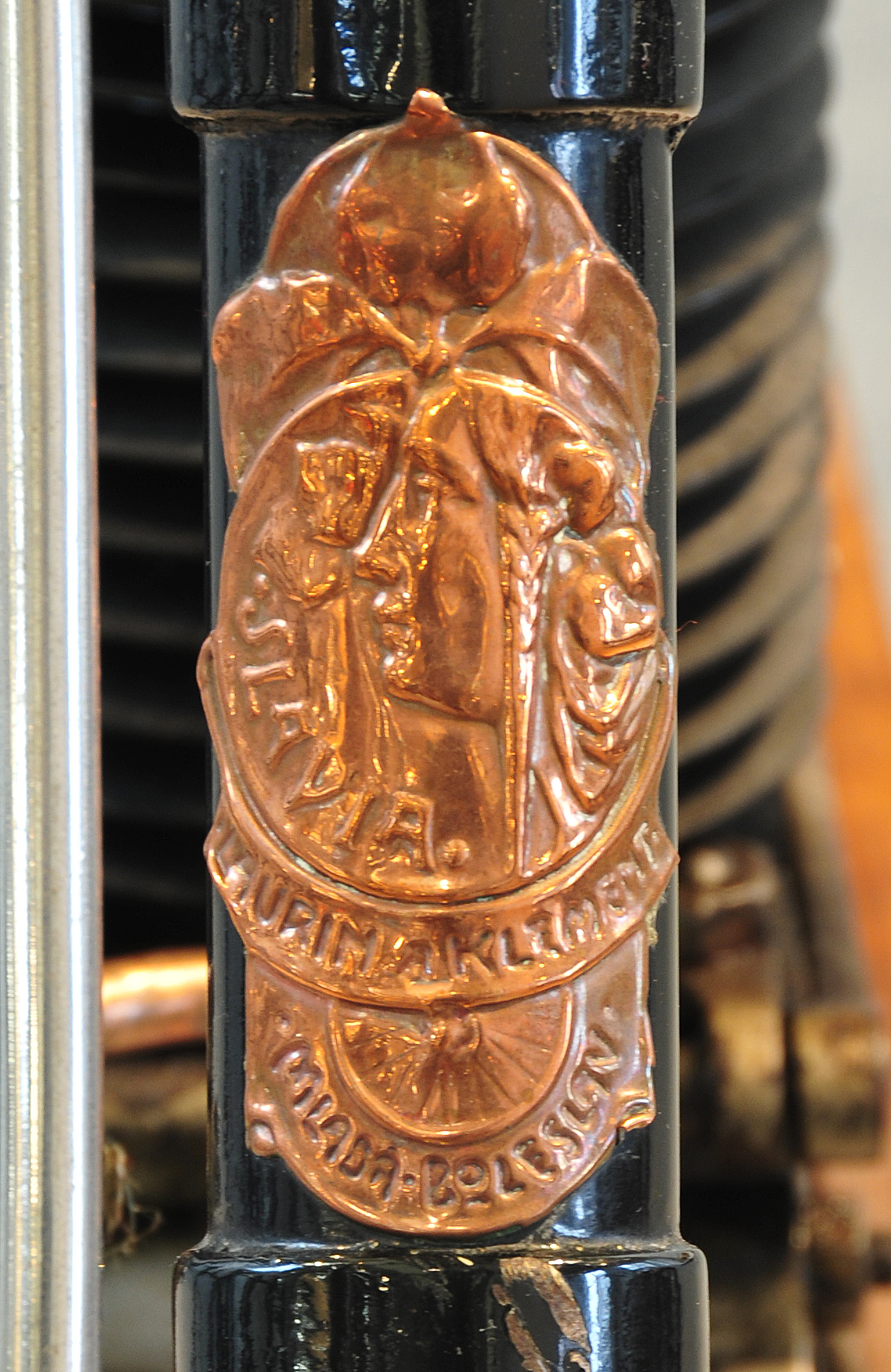
Indianerkopf, Slavia, Laurin & Klement, Mladá Boleslav; circa 1898 auf einem Fahrrad mit Hilfsmotor
1905–1925: Das Logo L&K zeigt die Initialen der Gründer Laurin und Klement. Aus den Lindenblättern wurden Lorbeerblätter.
Das Logo nimmt die heutige Gestalt an.
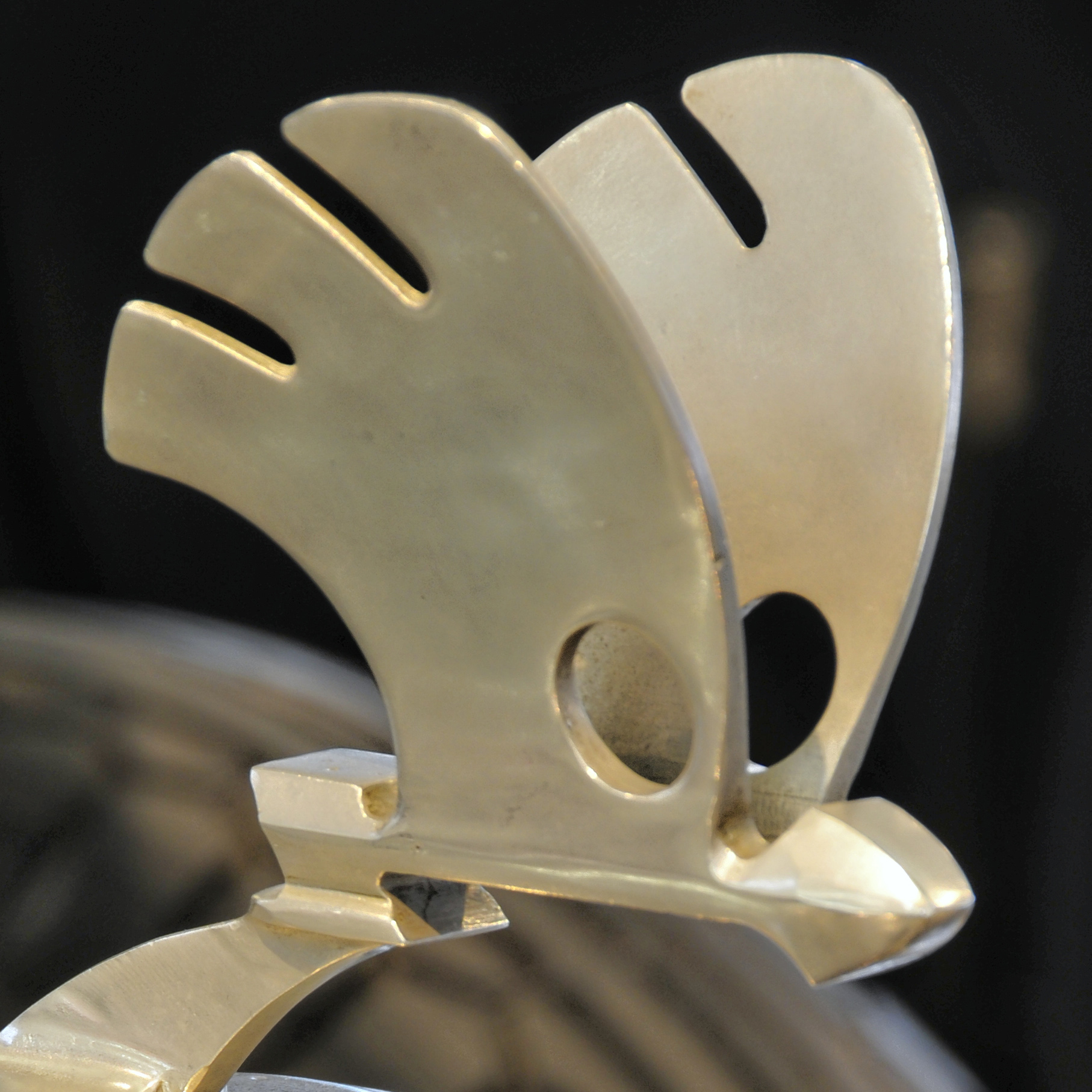
Flügelpfeil 1936
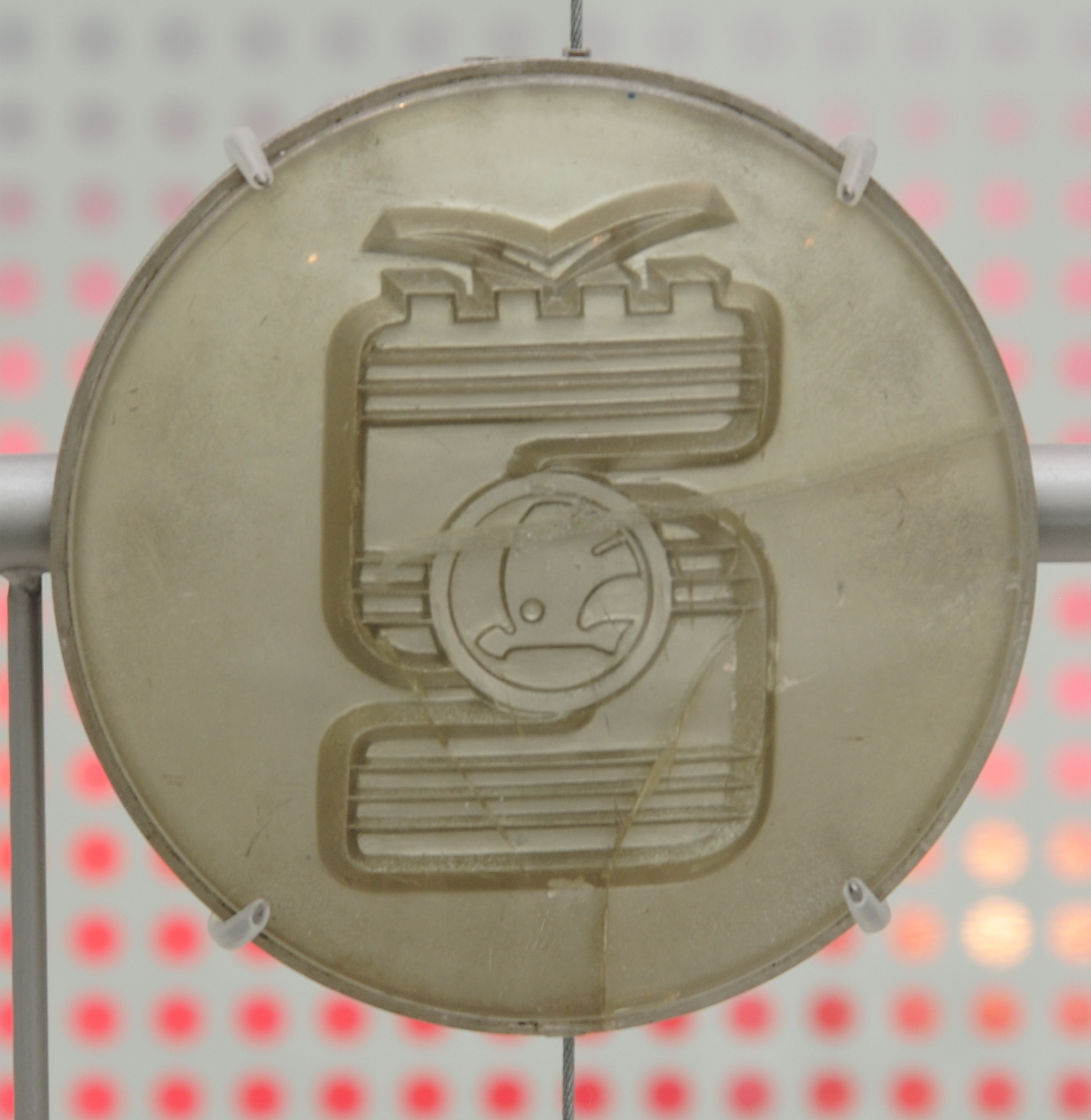
Selten verwendetes Logo
Dieses Logo wurde zu Beginn eingeführt, jedoch kurz danach wegen Reproduktionsschwierigkeiten aufgegeben.
Der blaue Škoda-Pfeil wurde 1926 eingeführt. Dieses Logo hat die Automobilsparte bis 1990 verwendet, später war es noch auf original Škoda-Motoren vorzufinden (1289 cm² Alumotoren)
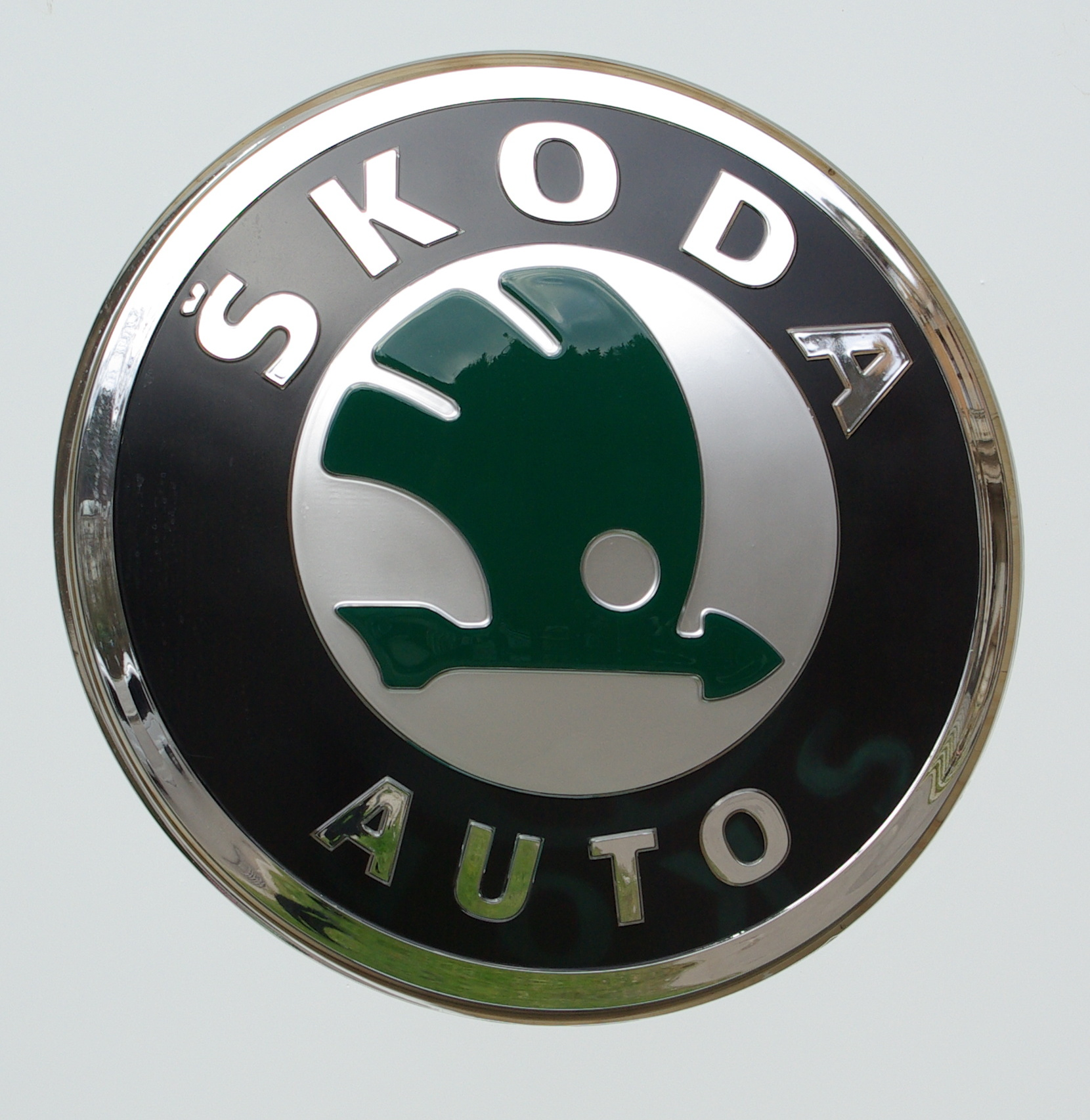
1991–2011: Nach dem Einstieg von Volkswagen wurde der Škoda-Pfeil weitergeführt. In einer schwarzen Umrandung steht die Inschrift „Škoda Auto“ zur Unterscheidung vom Škoda-Maschinenbaukonzern in Pilsen.
Überarbeitung des Logos nach vier Monaten, bis 2016
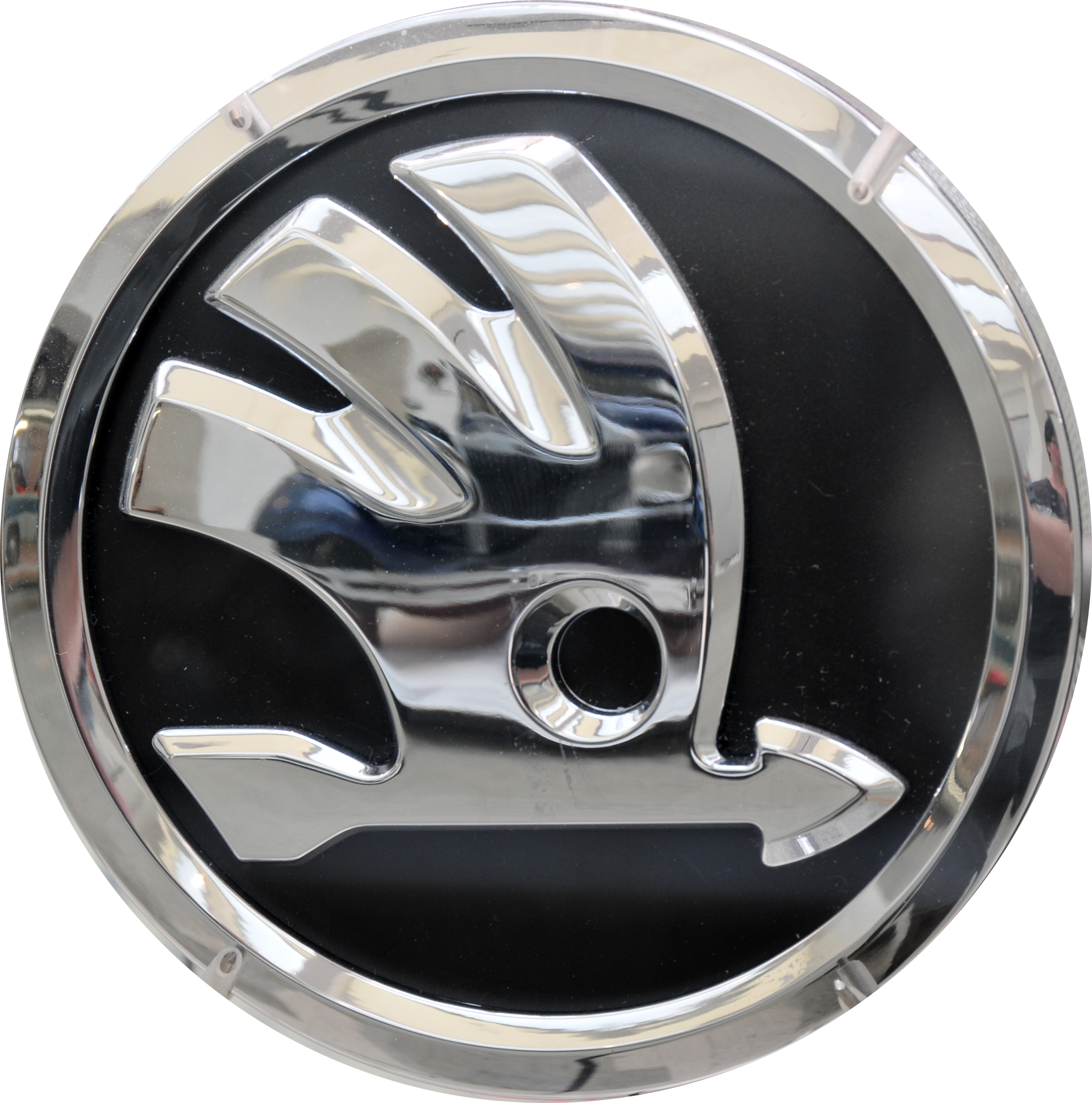
2013–2022: Version an Fahrzeugen
2016–2022: Schriftzug steht nun unter dem Logo

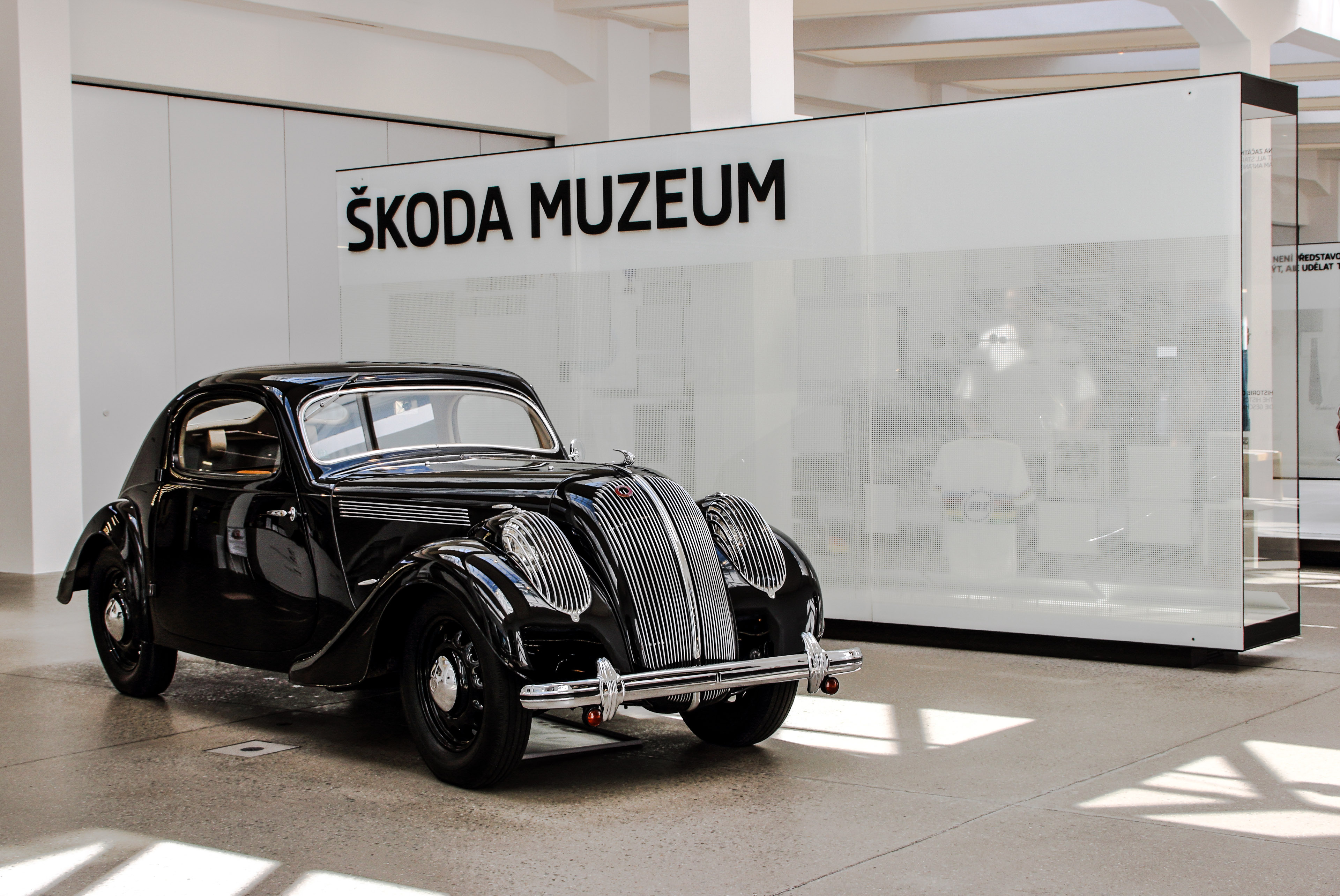
Škoda Popular Sport „Monte Carlo“

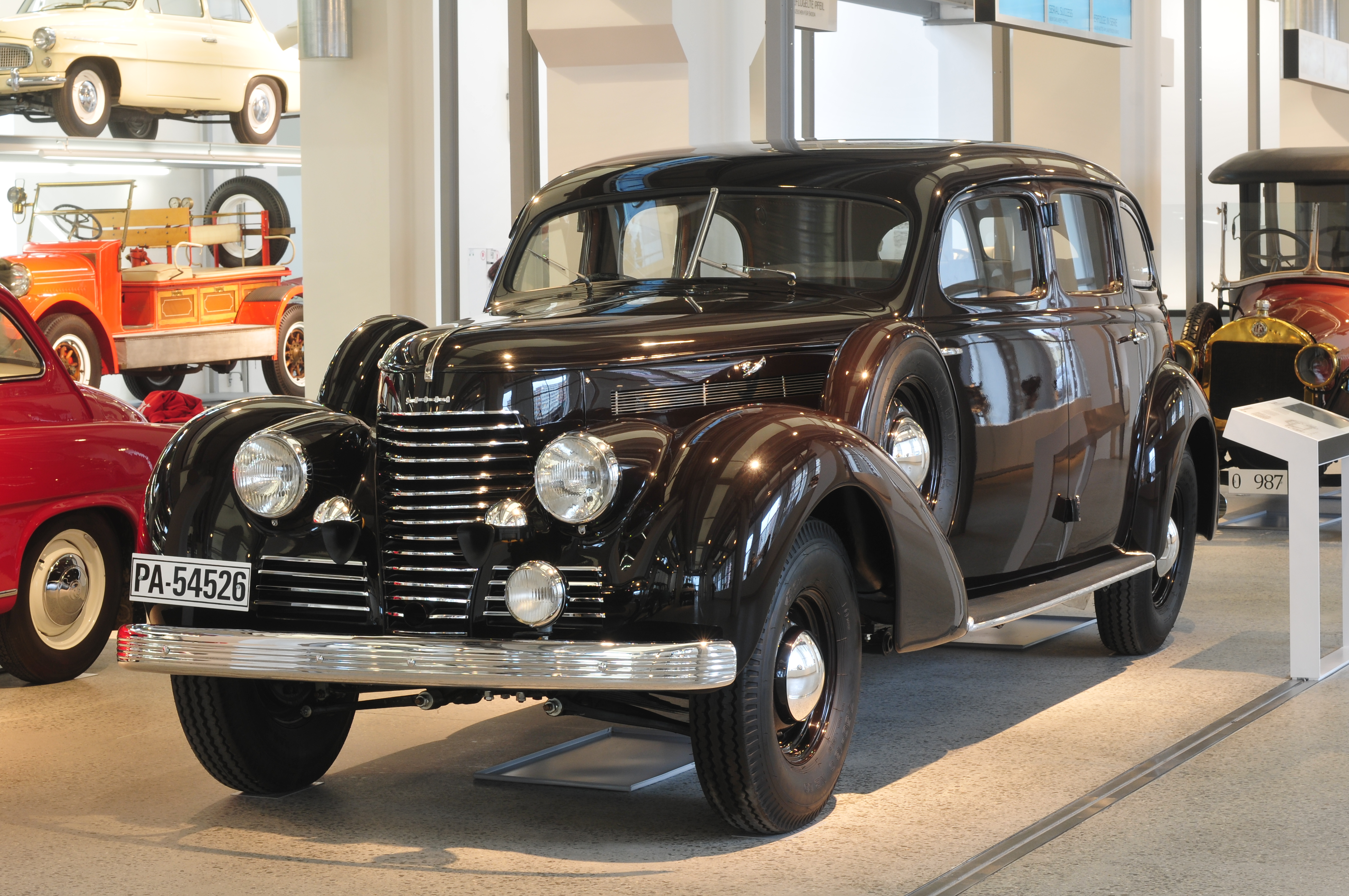
Škoda Superb (1934)

## Modelle

### 1923–1945
| - Škoda 150 (1923) - Škoda 350 (1925) - Škoda 110 Serie 1+2 (1925) - Škoda 120 (1925) - Škoda 110 Serie 3–10 (1926) - Škoda 360 (1926) - Škoda 4 R (1928) - Škoda 6 R (1929) - Škoda 430 (1929) - Škoda 860 (1929) - Škoda 645 (1929) - Škoda 422 (1930) - Škoda 430 D (1930) - Škoda 633 (1931) - Škoda 650 (1932) - Škoda 637 (1932) - Škoda 420 Standard (1933) - Škoda 418 Popular (1934) | - Škoda 420 Popular (1934) - Škoda 420 Rapid (1934) - Škoda 430 D (1934) - Škoda 637 D / K (1934) - Škoda 640 Superb (1934) - Škoda 418/421 Popular Sport (1935) - Škoda Rapid (1935) - Škoda Rapid Six (1935) - Škoda Favorit (1936) - Škoda Superb (1936) - Škoda Popular (1937) - Škoda Popular 1100 (1938) - Škoda Rapid OHV (1938) - Škoda Favorit 2000 OHV (1938) - Škoda Superb 4000 (1939) - Škoda Popular 995 (1939) - Škoda 1101 „Tudor“ (1940) - Škoda Rapid 2200 (1941) |

### Ab 1948
| Bauzeit                                   | Baureihe                          | Anmerkung | Bild  |
| Kleinstwagen                              |                                   | |       |
| 2011–2020                                 | Citigo                            | Der Citigo basiert wie VW up! und Seat Mii auf der New-Small-Family-Plattform des VW-Konzerns und ist als Drei- und Fünftürer erhältlich. Zur Markteinführung werden zwei Motorversionen mit einem Hubraum von 999 cm³ angeboten. Ab Februar 2013 war der Citigo auch mit Druckgastank für den Betrieb mit verdichtetem Erdgas (CNG) erhältlich. Ab 2019 war das Fahrzeug nur noch als batterieelektrisch angetriebener Citigo-e iV im Handel. |       |
| Kleinwagen                                |                                   | |       |
| 1999–2007                                 | Fabia I                           | Der erste Fabia mit Dreizylinder-Motor wurde alleine von Škoda entwickelt. Es wurde eine Schrägheck-, Stufenheck- und eine Kombiversion produziert. Im Herbst 2004 erfolgte eine Überarbeitung. Zusätzlich war die sportliche Variante RS erhältlich. |       |
| 2007–2014                                 | Fabia II                          | Der Fabia II ist größer als die erste Generation. Im Frühjahr 2010 erhielt der Škoda Fabia ein Facelift. Gleichzeitig erschien der sportliche Fabia RS, den es als Schräghecklimousine und als Combi gibt. |       |
| 2014–2022                                 | Fabia III                         | Der dritte Fabia kam im November 2014 zunächst nur in der Schrägheckversion auf den Markt, die Kombivariante war ab Ende Januar 2015 erhältlich. |       |
| seit 2021                                 | Fabia IV                          | Eine neue Generation des Fabia auf Basis der MQB-A0 Plattform wurde im Mai 2021 vorgestellt und kam im September 2021 auf den Markt. |       |
| „Volksautomobile“ zur Massenmotorisierung |                                   | |       |
| 1955–1971                                 | 440/445/Octavia                   | Das vorerst letzte Auto mit Frontmotor und Namensquelle für einige Typen von heute. Die erste Ziffer stand für die Anzahl der Zylinder, die letzten beiden für die Leistung in PS. |       |
| 1964–1969                                 | 1000 MB/1100 MB                   | Der Beginn der Ära von Pkw mit Heckmotor und Heckantrieb. Die Entwicklungen begannen bereits 1957. Das MB stand für den Werksstandort Mladá Boleslav, die vierstellige Zahl für den Hubraum in Kubikzentimetern. Es gab verschiedene Prototypen für einen Kombi und ein Cabriolet. |       |
| 1969–1974                                 | 100/110                           | Der Š 100/110 ist ein großes Facelift des 1000/1100 MB. Die dreistellige Zahl stand für den Hubraum in Kubikzentimetern/10. |       |
| 1976–1994                                 | 105/120/125/130/135/136           | Nach 32 Jahren endete mit diesen Modellen die Montage von Pkw mit Heckmotor und Heckantrieb. |       |
| Kompaktklasse                             |                                   | |       |
| 1987–1994                                 | Favorit                           | Der erste Škoda mit Frontmotor nach 23 Jahren. Die Motoren stammten von den Vorgängerversionen 135/136. Nach der Übernahme des Unternehmens durch VW wurden kleine technische Änderungen vorgenommen. |       |
| 1994–2001                                 | Felicia                           | Der Škoda Felicia war eine tiefgreifende Modernisierung des Škoda Favorit, mit dem viele Teile baugleich waren. |       |
| 2011–2021                                 | Rapid                             | Der Rapid ist ein seit Oktober 2011 im indischen Škoda-Werk Pune hergestelltes Fahrzeug. Das Fahrzeug wurde speziell für die Bedürfnisse in Schwellen- und Entwicklungsländern entwickelt. Für den europäischen, anspruchsvolleren Markt wurde ein anderer Rapid (seit 2012) entwickelt. |       |
| 2012–2018                                 | Rapid                             | Seit Herbst 2012 wird der Rapid auch auf dem europäischen Markt angeboten. Er wird zusammen mit dem Seat Toledo IV im Werk Mladá Boleslav gebaut. Im Spätsommer 2013 kam die Steilheckvariante Spaceback hinzu. |       |
| seit 2018                                 | Scala                             | Im Dezember 2018 vorgestellt und Nachfolger des Rapid. Nun ausschließlich als Steilheckvariante. |       |
| seit 2022                                 | Slavia                            | Stufenheck-Limousine auf Basis des MQB ausschließlich für den indischen Markt. |       |
| Mittelklasse                              |                                   | |       |
| 1946–1952                                 | Tudor                             | Škodas erstes neues Modell nach dem Krieg war der Tudor mit dem Zentralrohrrahmen des Popular und einer Karosserie im Stil der 1940er Jahre. | Škoda |
| 1952–1956                                 | 1200                              | Es war das erste Serienfahrzeug des Unternehmens mit Ganzstahlkarosserie und Pontonform. |       |
| 1954–1961                                 | 1201                              | Als Nachfolger für den 1200 kam der 1201 mit stärkeren Motor. |       |
| 1959–1973                                 | 1202                              | Für lange Zeit das letzte Mittelklassefahrzeug von Škoda. Die Modelle 1200 und 1201 waren als Limousine, Kombi, Lieferwagen sowie Krankenwagen erhältlich. Den 1202 gab es nicht als Limousine. |       |
| 1996–2010                                 | Octavia I                         | Der Octavia I wurde im Herbst 1996 als Limousine eingeführt. Im Frühjahr 1998 folgte der Combi. Im Herbst 2000 gab es ein Facelift. Nachdem im Frühjahr 2004 der Nachfolger präsentiert worden war, verkaufte Škoda das Modell als Octavia Tour weiter. Ende 2010 wurde die Produktion eingestellt. |       |
| 2004–2013                                 | Octavia II                        | Der Octavia II kam im Frühjahr 2004 auf dem Markt. Anfang 2009 erfolgte ein starkes Facelift. Außer der Normalversion existierten auch eine allradgetriebene Version mit dem Zusatz 4×4, die Offroad-Variante Scout und die Sportvariante RS. Das Ursprungsmodell der zweiten Generation wird in manchen Ländern noch als Tour verkauft. |       |
| 2012–2020                                 | Octavia III                       | Im Februar 2013 kam die dritte Generation des Octavia als Limousine auf dem Markt. Der Combi folgte im Mai 2013. Inzwischen sind auch die sportliche Variante RS, die Offroad-Version Scout sowie eine CNG-Erdgasvariante erhältlich. Seit November 2015 gibt es den RS mit Allradantrieb (4×4). |       |
| seit 2019                                 | Octavia IV                        | Der Octavia IV wurde im November 2019 vorgestellt. |       |
| Obere Mittelklasse                        |                                   | |       |
| 2001–2008                                 | Superb I                          | Mit dem im Herbst 2001 erschienenen Superb wurde ein Traditionsname in das Programm aufgenommen, den bei Škoda bereits 1934 das damalige Modell trug. Die Präsentation des Fahrzeuges erfolgte bereits ein halbes Jahr vor Beginn der Serienfertigung auf dem Genfer Automobil-Salon, wo es als Studie unter dem Namen „Montreux“ vorgestellt wurde.                                                                                           |       |
| 2008–2015                                 | Superb II                         | Die im Sommer 2008 eingeführte zweite Generation des Superb verfügt als Limousine über eine zweigeteilte Heckklappe, die Twindoor genannt wird. Auf der IAA 2009 wurde zudem eine Kombiversion vorgestellt, die Anfang 2010 auf den Markt kam. Im Juli 2013 folgte das überarbeitete Modell. |       |
| 2015–2023                                 | Superb III                        | Im März 2015 wurde auf dem Genfer Auto-Salon die dritte Generation des Superb vorgestellt, die Mitte Juni 2015 in den Handel gelangte. |       |
| seit 2023                                 | Superb IV                         | Die vierte Generation des Superb wurde im November 2023 präsentiert. |       |
| Staatskarosse                             |                                   | |       |
| 1948–1952                                 | VOS/VOS-L                         | Das Modell VOS wurde bei Škoda lediglich montiert und war gemäß den Anforderungen des damaligen kommunistischen Regimes als Repräsentationslimousine für Staatspräsident Klement Gottwald (1948–1953) und weitere Spitzenpolitiker konstruiert. Der Motor stammte von Praga, die Karosserie wurde von Karosa angefertigt. Für besonders wichtige politische Personen wurden gepanzerte Versionen gebaut.                                       |       |
| Mini-Van                                  |                                   | |       |
| 2006–2015                                 | Roomster                          | Der Roomster hatte als erstes Modell von Škoda fünf Sterne in der Euro-NCAP-Crashtest-Wertung. Der Roomster hat auch nach dem Facelift im Frühjahr 2010 die gleiche Front wie die zweite Generation des Fabia. |       |
| Sport Utility Vehicle                     |                                   | |       |
| 2009–2017                                 | Yeti                              | Der Yeti ist sowohl mit Frontantrieb als auch mit Allradantrieb erhältlich. Seit dem Facelift 2013 ist das Kompakt-SUV in zwei Versionen erhältlich: als Škoda Yeti und Škoda Yeti Outdoor. |       |
| 2017–2023                                 | Kodiaq I                          | Der Kodiaq der ersten Generation war mit Frontantrieb oder Allradantrieb erhältlich. Serienmäßig hat er fünf Sitzplätze, optional war eine dritte Sitzreihe mit zwei weiteren Sitzen erhältlich. |       |
| seit 2017                                 | Karoq                             | Der Karoq ist der Nachfolger des Yeti und kleiner als der Kodiaq. |       |
| seit 2018                                 | Kamiq                             | Der Kamiq für den chinesischen Markt wird seit Sommer 2018 gebaut und basiert auf der PQ34-Plattform des Volkswagen-Konzerns. |       |
| seit 2018                                 | Kodiaq GT                         | Fahrzeug auf Basis des Kodiaq mit Fließheckform. Der Kodiaq GT wird ausschließlich in China verkauft. |       |
| seit 2019                                 | Kamiq                             | Kompakt-SUV, das sich die Technik mit dem Seat Arona und dem VW T-Cross teilt. |       |
| seit 2019                                 | Kamiq GT                          | Fahrzeug auf Basis des in China angebotenen Kamiq mit Fließheckform. |       |
| seit 2020                                 | Enyaq                             | Erstes batterieelektrisch angetriebenes SUV von Škoda. Teilt sich die Technik mit dem VW ID.4. |       |
| seit 2021                                 | Kushaq                            | Kompakt-SUV, das ausschließlich in Indien angeboten wird. |       |
| seit 2022                                 | Enyaq Coupé                       | Batterieelektrisch angetriebenes SUV auf Basis des Enyaq mit Fließheckform. |       |
| seit 2023                                 | Kodiaq II                         | Zweite Generation der Baureihe. |       |
| seit 2024                                 | Kylaq                             | Vier Meter langes SUV für den indischen Markt. |       |
| seit 2025                                 | Elroq                             | Elektroauto im Format des Karoq. |       |
| Coupé / Cabriolet                         |                                   | |       |
| 1948–1952                                 | 1102 „Tudor“                      | Den Škoda 1102 Tudor gab es mit Cabriolet- oder Roadsterkarosserie. |       |
| 1957–1961                                 | 450/Felicia/Felicia Super         | Es war die Cabrioletversion des Škoda 440/Octavia. Es gab mehrere technische Neuerungen. |       |
| 1966–1968                                 | 1000/1100 MBX                     | Der 1000/1100 MBX war ein Coupé auf Basis des 1000/1100-MB-Modells. |       |
| 1970–1982                                 | 110 R                             | Der 110 R war ein Coupé auf Basis des 110. Es hatte einen zweifachen Vergaser und somit mehr Leistung. |       |
| 1981–1984                                 | Garde                             | Es war das erste in großen Mengen produzierte Auto in der Slowakei. |       |
| 1984–1990                                 | Rapid 130/135/136                 | Der Rapid war eine technische Weiterentwicklung des Garde. Das Fahrzeug erhielt einen stärkeren Motor und ein modernes Erscheinungsbild. Die Produktion lief ohne Nachfolger aus. |       |
| Renn- und Rallye -Fahrzeuge               |                                   | |       |
| 1949–1950                                 | Sport/Supersport                  | Der Rennwagen Sport konnte eine maximale Geschwindigkeit von 180 km/h erreichen. |       |
| 1957–1960                                 | 1000/1100 OHC                     | Von diesem Typ entstanden nur fünf Exemplare, drei Spider mit Kunststoffkarosserie und zwei Coupés mit Aluminiumkarosserie. |       |
| 1964                                      | F3                                | Dieser Monoposto fuhr in der Formel-3-Kategorie und erreichte eine Höchstgeschwindigkeit von 210 km/h. |       |
| 1971                                      | 1500 MB                           | Für Rundstreckenrennen wurde ein 90-PS-Motor in den 1000 MB eingebaut, der einen Hubraum von etwa 1600 cm³ hatte. |       |
| 1971                                      | 120 S                             | Dieser Wagen konnte je nach Motorabstimmung und Getriebeübersetzung eine Höchstgeschwindigkeit von 220 km/h erreichen. |       |
| 1975–1980                                 | 130 RS evo/Prototyp               | Dieser Wagen wurde mit einer Paneelkarosserie aus Alu und Kunststoff ausgestattet und fuhr max. 220 km/h. |       |
| 1975–1980                                 | 180 RS/200 RS                     | Der Wagen erreichte eine Spitzengeschwindigkeit von 210 km/h. Es wurde ein Getriebe von Porsche verwendet. |       |
| 1972–1975                                 | Spider B5                         | Der erste Wagen von Škoda mit Spider-Karosserie. |       |
| 1984                                      | 130 LR                            | Der Wagen basierte auf dem Škoda Typ 742 und hatte einen 145 PS leistenden Motor. |       |
| 1989                                      | 136 L                             | Die Rallye-Version des Favorit hatte 80 bis 125 PS bei 1289 cm³. |       |
| 1995                                      | Felicia Kit Car                   | Dieser Felicia hatte einen 180 PS starken Motor mit einem Hubraum von 1598 cm³. |       |
| 1998                                      | Octavia Kit Car 2.0 L/Octavia WRC | Das frontgetriebene Octavia Kit Car besaß einen gut 340 PS starken Motor. Der allradgetriebene Octavia WRC mit dem 300-PS-Motor konnte theoretisch 250 km/h erreichen, war für seinen Einsatz im Rallye-Sport aber zumeist auf rund 200 km/h übersetzt. |       |
| 2003                                      | Fabia WRC                         | Dieser allradgetriebene Fabia besaß einen 2,0 Liter großen Turbo-Vierzylinder-Motor, der gemäß Reglement nicht mehr als rund 220 kW (300 PS) leisten durfte. Die Maximalleistung stellte sich bei 5500/min ein, das maximale Drehmoment von gut 600 Nm bei 3250/min. |       |
| 2008                                      | Fabia Super 2000                  | Der Nachfolger hatte seinen ersten Einsatz bei der Rallye Monte Carlo. |       |
| Nutzfahrzeuge                             |                                   | |       |
| 1968–1999                                 | 1203/1500                         | Der Transporter wurde insgesamt 31 Jahre lang hergestellt. In der Zeit wurden leichte Neuerungen vorgenommen. Der 1500 hatte einen stärkeren Motor. |       |
| 1991–1995                                 | Pick-up                           | Der Pick-up basierte auf dem Favorit und hatte eine Lkw-Zulassung. |       |
| 1995–2001                                 | Pick-up                           | Der Pick-up basierte auf dem Felicia und hatte eine Lkw-Zulassung. |       |
| 2002–2006                                 | Praktik                           | 2002 wurde die Nutzfahrzeugreihe in Praktik umbenannt. Die erste Version dieser Reihe basierte auf dem Fabia Combi. |       |
| 2007–2015                                 | Praktik                           | Der Transporter basiert auf der Karosserie des Roomster, hat aber im Unterschied zu diesem keine Fenster in den Fondtüren. |       |

## Prototypen und Konzepte
| - Škoda 932 (1932) - Škoda 935 (1935) - Škoda Sagitta (1937) - Škoda MOŽ-2 (1951) (Amphibienfahrzeug-Prototyp) - Škoda 973 (1952) (Geländewagen-Prototyp) - 1000 MB Kombi mit Heckmotor (1965) - ÚVMV 1100 GT Sportwagen (1970) - RGW-Auto (1970) - Škoda 1300 (1972) - Škoda 720 (1976) - Škoda 740 Kleinwagen - Škoda 760 Limousine - Škoda 765 Kombi | - Škoda Ortodox (1983) - Škoda 781 (1984) Kleinwagen, Prototyp für den Favorit - 783 Favorit Coupé (1987) - Favorit Sedan (1987) - Felicia Golden Prague (1998) - Tudor (2002) - Fabia Paris Edition (2002) - Ahoj (2002) - Roomster (2003) - Joyster (2006) - Yeti II Cabriolet (2006) - Škoda Roadster (2009) - Vision D (2011) | - MissionL (2011) - Škoda Octavia GreenE-Line (2012) - Škoda Citigo Rally (2012) - Škoda Rapid Sport (2013) - Škoda Citigo DJ Car (2013) - Škoda VisionC (2014) - Škoda CitiJet (2014) - Škoda Yeti Xtreme (2014) - Škoda Vision S (2016) - Škoda Vision E (2017) - Škoda Vision iV (2019) - Škoda Vision IN (2020) - Škoda Vision 7S (2022) - Škoda Epiq (2024) - Škoda Vision Gran Turismo Concept (2024) |  |

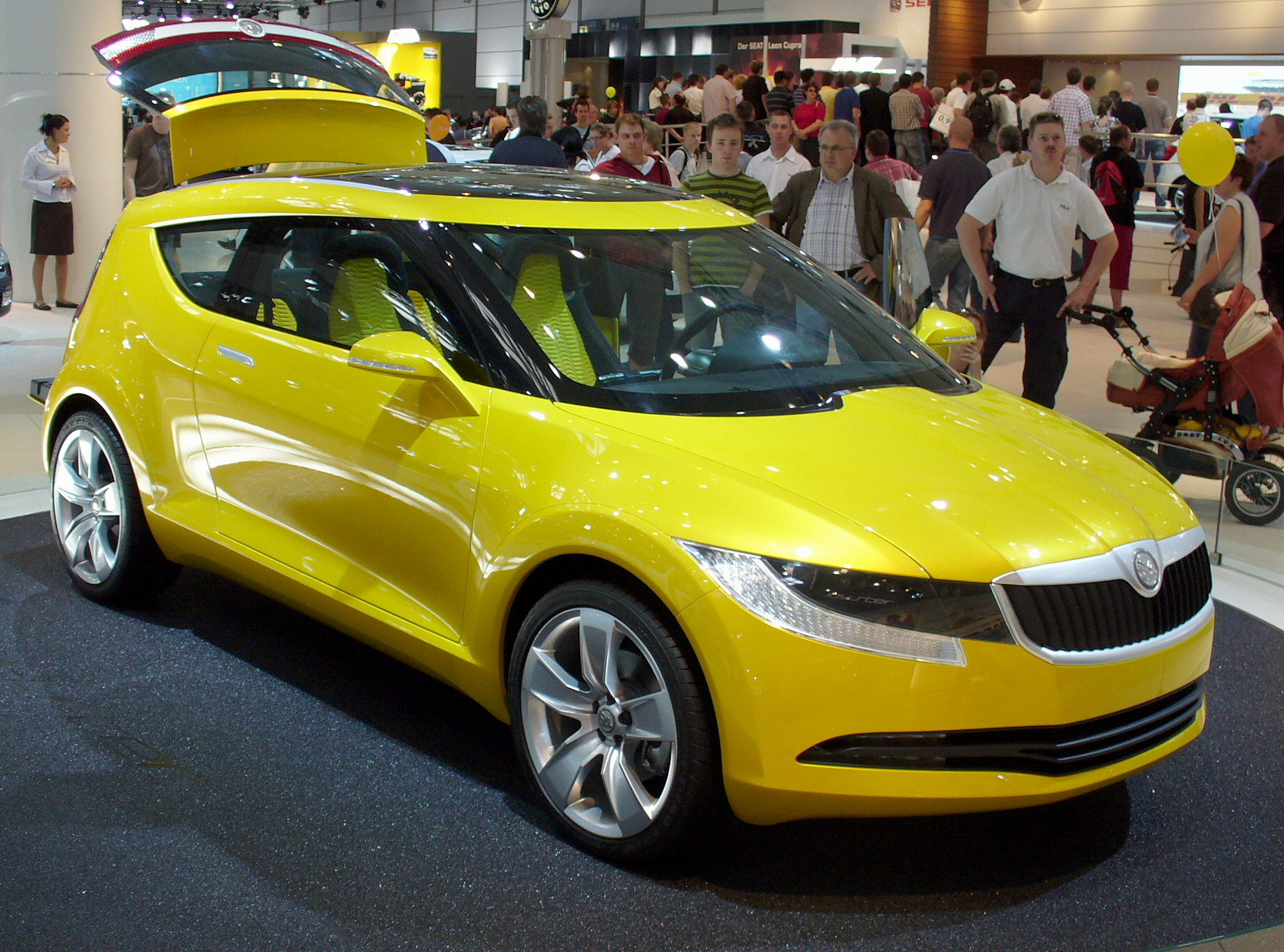
Škoda Joyster
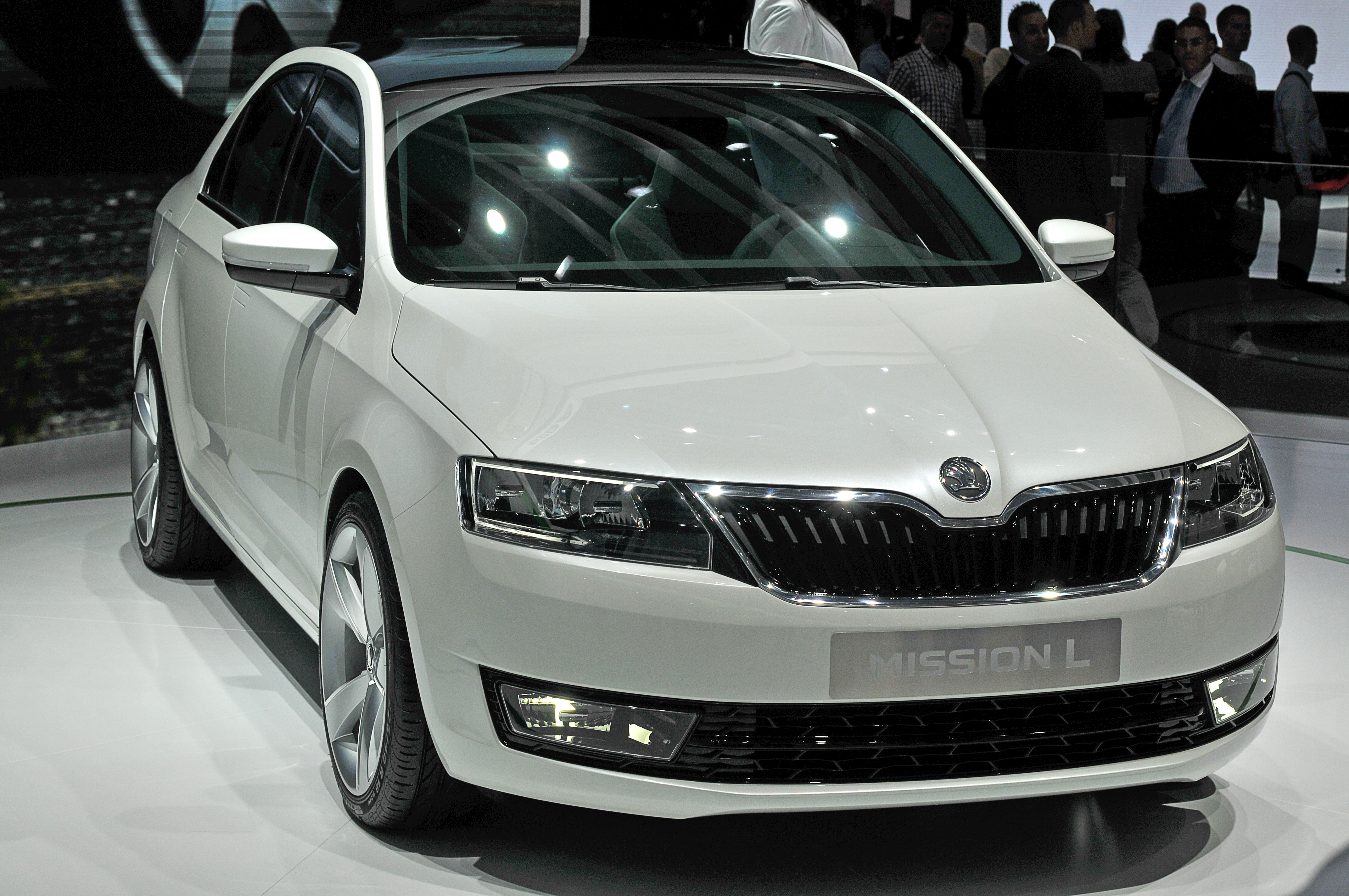
Škoda Mission L auf der IAA 2011
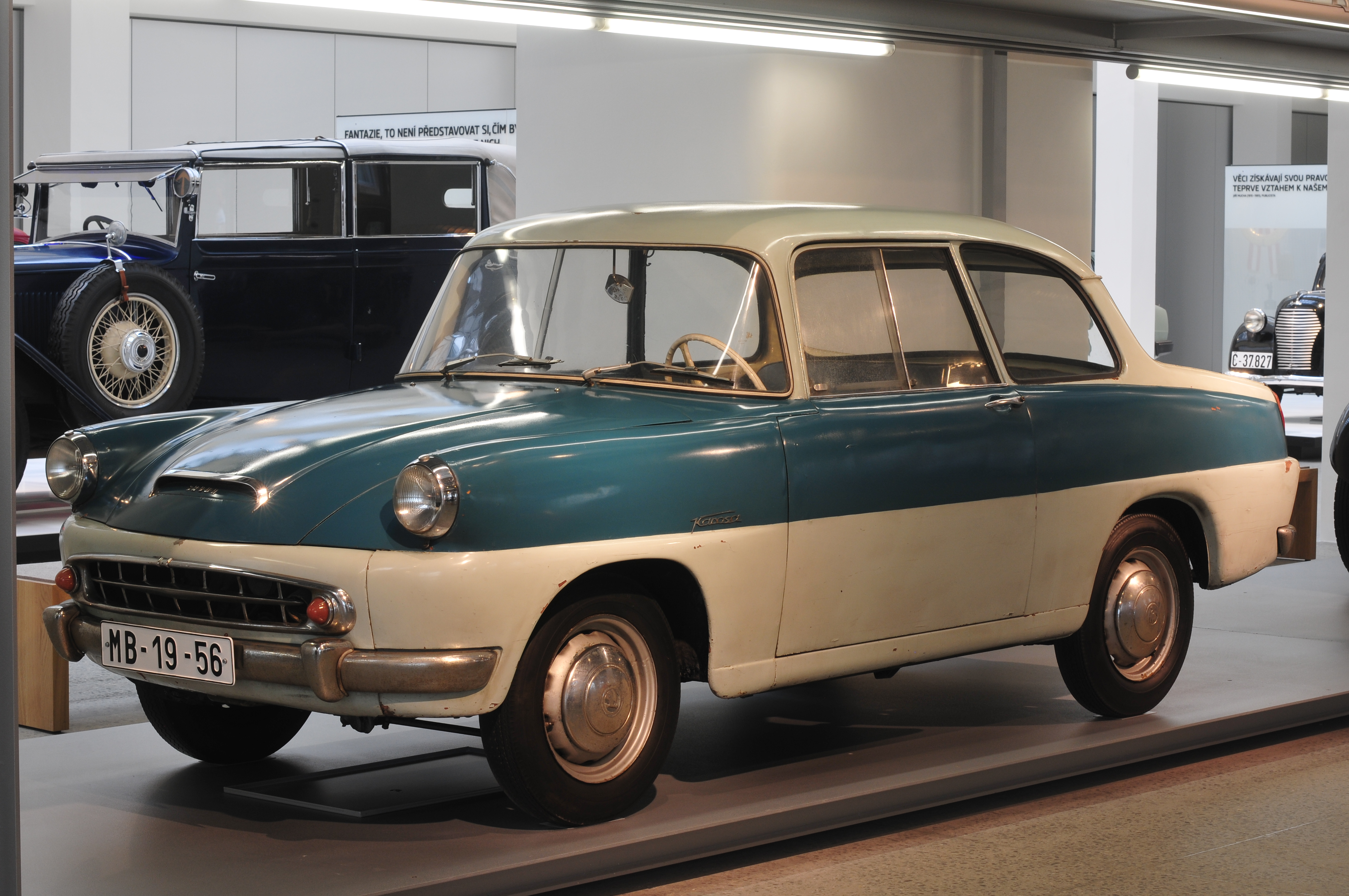
Škoda 976
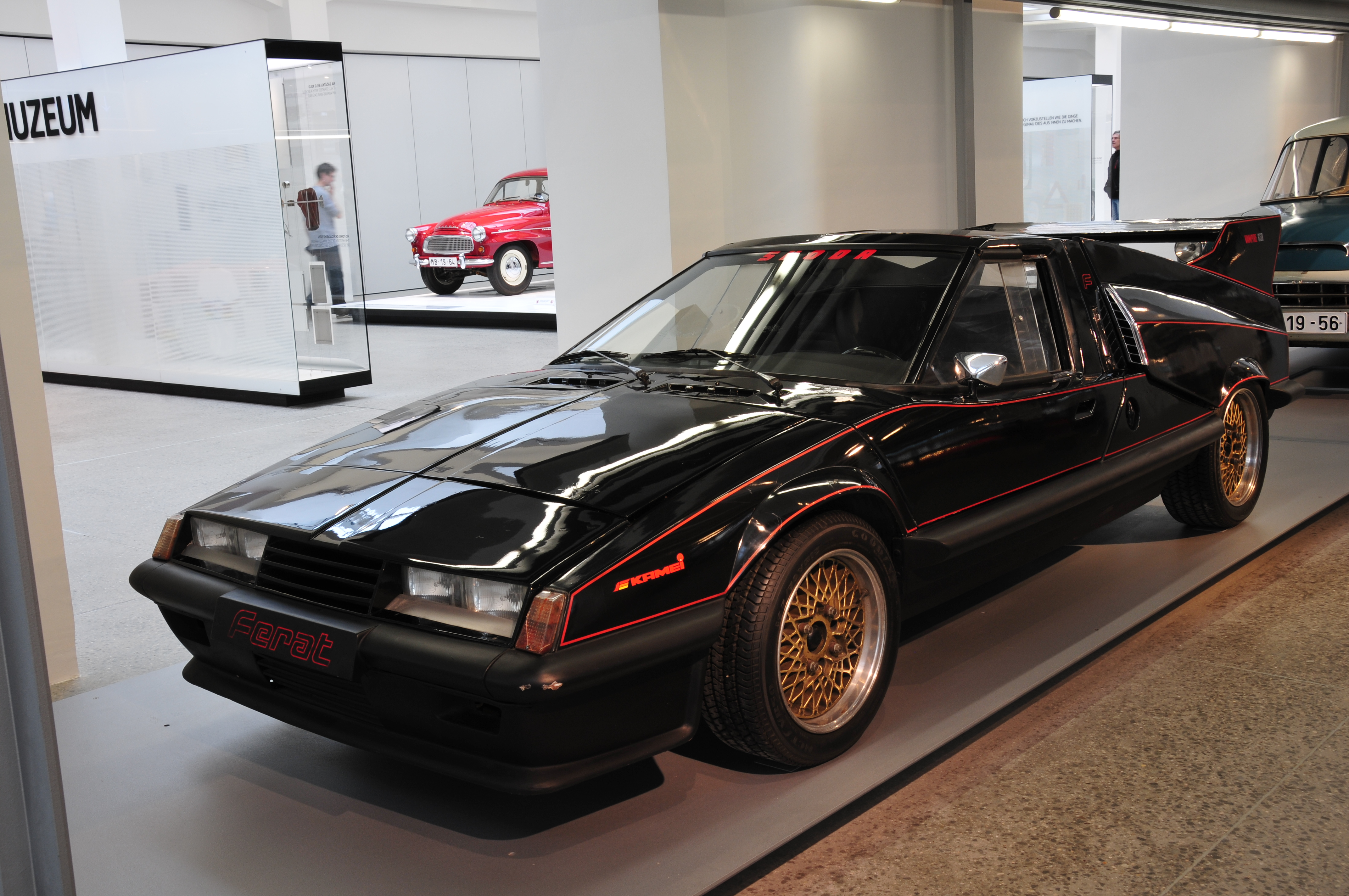
Škoda Ferat
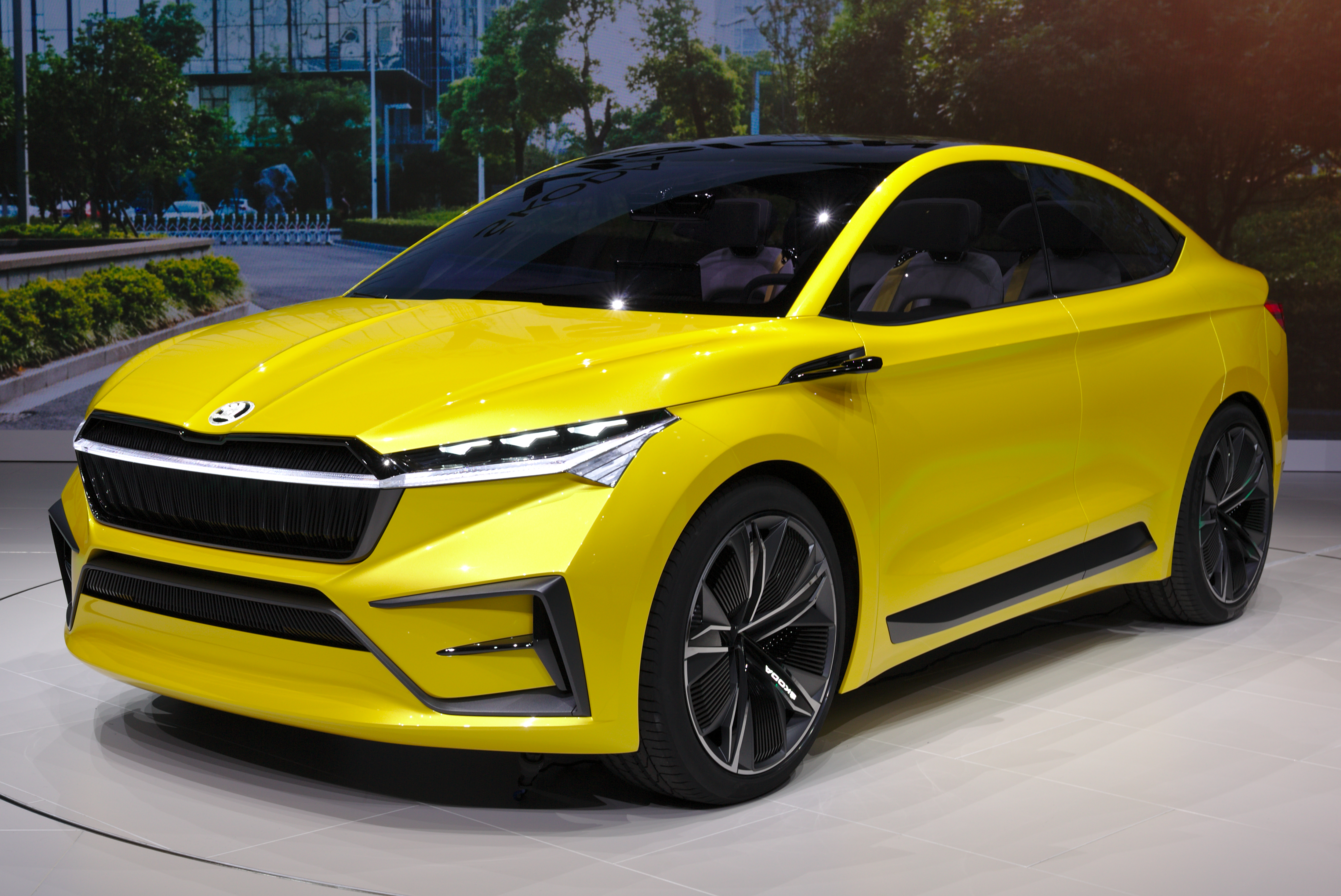
Skoda Vision iV

### Modellentwicklung
Erstes Škoda-Auto (nach den L&K-Konstruktionen) war der 422 (4-Zylinder-Ottomotor, 16 kW / 22 PS), ein typischer eckiger Pkw der 1920er Jahre mit Grundrahmen und Holz-Karosserie. In dieser Form wurden viele Modelle gefertigt, auch mit 6- und 8-Zylinder-Motor. Bereits damals erschien der Typenname Phaeton, in den 1930er Jahren tauchten erstmals auch die Modellnamen Favorit und Superb auf.
Ein gewaltiger Innovationsschub kam 1933 mit dem 420 Standard, der Reihe Popular und dem etwas größeren Rapid: Nach dem Beispiel des von Tatra elf Jahre zuvor eingeführten Konstruktionsprinzips wurde ein Zentralrohr, durch das die Kardanwelle lief, als Rahmen verwendet, an dem das Differenzial mit Pendelachse hinten und das Triebwerk und die Vorderachse vorne angeschraubt waren. Dazu kam eine moderne aufgesetzte Karosserie mit Kofferraum und ab 1938 4-Zylinder-OHV-Motoren. Es wurden viele Versionen gebaut, darunter auch Rennversionen (zum Beispiel wurde ein Popular Sport Klassenzweiter bei der Rallye Monte-Carlo 1936). Der Tudor (Two-Door) hatte eine gefällige (während des Kriegs geheim konstruierte) Karosserie der 1940er Jahre. Mit dem Sedan kam die Pontonform und die (bei diesem Typ viertürige) Ganzstahl-Karosserie, die jedoch nicht selbsttragend war. Es existierten auch Sonderserien für Militär und Landwirtschaft. Diese Konzeption wurde, mit diversen Karosserien, bis zum Fertigungsende ohne wesentliche Änderungen beibehalten. Drei Jahre später kam mit dem Spartak (440) die zweitürige Karosserie. Der Octavia (445) (als achter Typ der Popular-Linie) und Felicia (450, Roadster) erhielten erstmals an der Vorderachse Schraubenfedern. Der Octavia Combi wurde bis 1971 gebaut. Die Produktion des Lieferwagens 1203 wurde 1999 eingestellt.

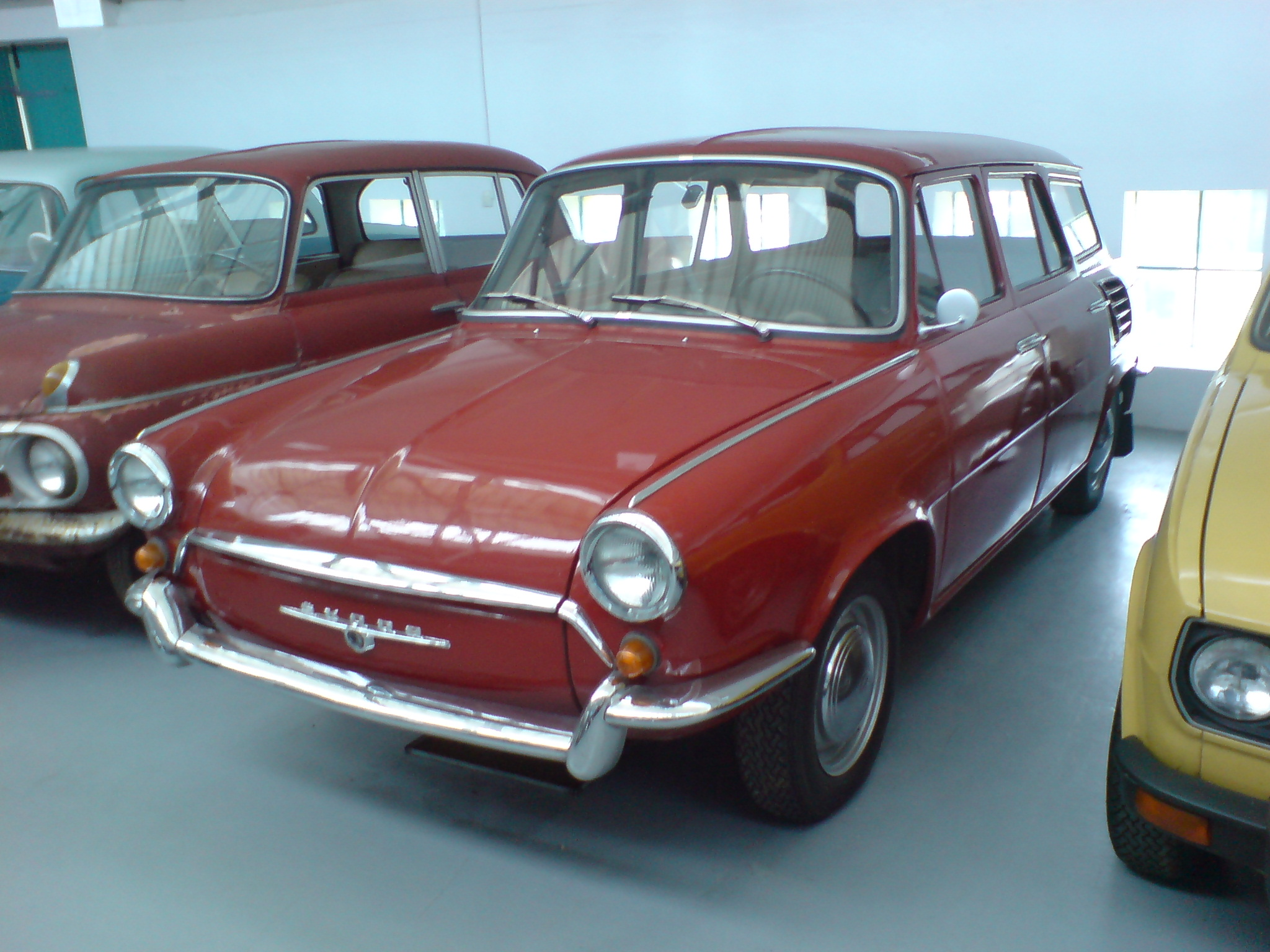
Prototyp des 1000 MB Kombi

Für den modernen, viertürigen 1000 MB (das MB stand für den Werksstandort Mladá Boleslav) wurde ein neues Werk gebaut, das 1964 die Serienproduktion aufnahm. Gerade als sich der Frontantrieb auf breiter Front durchsetzte, erschien die weltletzte Baureihe eines Massen-Hecktrieblers (vor dem Smart Fortwo), mit neuer Mechanik und selbsttragender Karosserie, die anfangs äußerst rostanfällig war. Die Aluminiummotoren dieser Baureihe wurden später in den Favorit, die neue Felicia und auch noch in die Grundversionen der Fabia-Modelle eingebaut.
Als Nachfolger des 1000 MB sollte der 4,3 Meter lange Prototyp 720 dienen. Dieser wurde zwischen 1967 und 1971 heimlich bis zum Prototyp entwickelt und hatte einen Frontmotor und Frontantrieb. Die Reihe sollte Vierzylinder-OHC-Motoren mit Hubräumen von 1250 bis 2000 cm³ erhalten. Daneben war eine Automatik-Schaltung, ABS und eine Kombiversion geplant. Im Interieur befanden sich Anzeigegeräte, die in späteren Modellen vorkamen. Die Fertigung wurde jedoch wegen der sozialistischen Planwirtschaft nicht realisiert.
Mit dem Favorit begann 1987 die Ära der Fronttriebler. Der neue Felicia (diesmal kein Cabrio) wurde später mit VW-Motoren ausgestattet, bevor 1996 mit dem neu entwickelten Octavia der erste VW-Škoda folgte, der auf Teilen des VW Golf IV basierte. Im Sommer 2004 folgten dessen Neuauflage Octavia II und Anfang 2005 das dazugehörige Kombimodell. 2013 lief die Produktion des Octavia III an, der seit Mai 2014 auch in einer bivalenten Erdgasvariante zur Wahl steht. Sein Vorgänger wurde noch bis Ende 2013 weitergefertigt.
Zwischenzeitlich löste 1999 der Fabia die Felicia-Baureihe ab. Der Fabia war das erste Fahrzeug aus dem VW-Konzern, das die Plattform PQ24 nutzte, auf der wenig später auch VW Polo 9N und Seat Ibiza gebaut wurden. Diese Plattform entwickelte Škoda als Dienstleister für Volkswagen. Durch die vorgezogene Markteinführung bei Škoda erhielten die anderen Konzernmarken Zeit, von Škoda gesammelte Erfahrungen in die Entwicklung der Schwestermodelle einfließen zu lassen. 2006 kam der Škoda Roomster auf den Markt. Ab 2008 baute das Unternehmen den Škoda Superb II. Mitte 2009 kam der Škoda Yeti hinzu, das erste SUV der Marke.
Ende 2011 erweiterte Škoda das Modellprogramm nach unten und stellte den 3,56 Meter kurzen Škoda Citigo vor. Der Kleinwagen teilt sich die technische Basis mit seinen Schwestermodellen VW up! und Seat Mii. Neben den beiden 1,0 Liter großen Dreizylinder-Motoren mit 44 kW (60 PS) oder 55 kW (75 PS) war ab Oktober 2012 unter dem Namen Citigo G-TEC auch eine Erdgasvariante erhältlich. Die CNG-Version leistet 50 kW (68 PS) und emittiert im EU-Durchschnitt 79 g/km Kohlendioxid.
2012 startete die Kompaktlimousine Škoda Rapid auf dem europäischen Markt. Ein Jahr später folgte der Rapid Spaceback, das erste Kurzheckmodell von Škoda im unteren Mittelklasse-Segment.
Die Konzernmutter Volkswagen behält sich die Genehmigung für Modelle vor, die ansonsten von Škoda entsprechend der Konzern-Richtlinien eigenständig entwickelt werden. Das war vor der Wende nicht anders. Damals gab die Sowjetunion Vorgaben für Fahrzeuge, deswegen hat Škoda viele unrealisierte Prototypen von damals und heute. In Kooperation mit dem Automobilwerk Eisenach (Wartburg) und Sachsenring (Trabant) entwickelte Škoda zum Beispiel das nicht in Serie gegangene RGW-Auto.

## Werke
Fahrzeuge der Marke Škoda laufen in vier Ländern vom Band: in Tschechien, der Slowakei, Indien und China.
Am 4. März 2022, einige Tage nach dem Beginn des russischen Überfalls auf die Ukraine, stellte der Volkswagenkonzern (und damit auch Škoda) sein Russlandgeschäft 'bis auf weiteres' ein.
In Bratislava in der Slowakei wurde lange Zeit der Octavia hergestellt; früher befand sich dort das Werk BAZ (Bratislavské automobilové závody, n.p.) von Škoda. Dort wurde das erste Serienfahrzeug auf slowakischem Gebiet in großen Stückzahlen gebaut, der Škoda Garde. In Bratislava läuft etwa seit 2011 die New Small Family (Škoda Citigo, VW up! und Seat Mii) vom Band. In Trnava befand sich ab 1981 das Werk für den Škoda 1203. Das Werk wurde nach der Auflösung der Tschechoslowakei (Ende 1992) in die Selbständigkeit entlassen, produzierte aber keine weiteren Fahrzeuge von Škoda mehr.
| Werk                         | Produktion                                            | Gesellschaft                   |
| ---------------------------- | ----------------------------------------------------- | ------------------------------ |
| Tschechien, Mladá Boleslav   | Fabia, Octavia, Scala, Seat Toledo und Konzernmotoren | Škoda Auto a.s.                |
| Tschechien, Kvasiny          | Superb, Kodiaq, Karoq, Seat Ateca                     | Škoda Auto a.s.                |
| Tschechien, Vrchlabí         | Getriebe                                              | Škoda Auto a.s.                |
| Slowakei, Bratislava         | Citigo, Karoq                                         | Volkswagen Slovakia, a.s.      |
| Indien, Pune                 | Rapid (Indische Variante)                             | Skoda Auto India Pvt Ltd.      |
| Indien, Aurangabad           | Octavia, Superb                                       | Skoda Auto India Pvt Ltd.      |
| Russland, Nischni Nowgorod   | Kodiaq, Octavia                                       | OOO Avtomobilnyj Werk „GAZ“    |
| Volksrepublik China, Anting  | Fabia, Octavia, Yeti (chinesische Varianten)          | SAIC Volkswagen Automotive Co. |
| Volksrepublik China, Yizheng | Rapid (chinesische Varianten)                         | SAIC Volkswagen Automotive Co. |
| Volksrepublik China, Ningbo  | Octavia, Superb (chinesische Varianten)               | SAIC Volkswagen Automotive Co. |
| Volksrepublik China, Nanjing | Superb (chinesische Varianten)                        | SAIC Volkswagen Automotive Co. |

Zu den ehemaligen Werken der Marke zählen Volkswagen Sarajevo (Bosnien und Herzegowina), Solomonowo bei Uschgorod in der Ukraine, Azia Avto in Kasachstan sowie Kaluga in Russland (bis 2023).

## Museen und Bildung
Das Škoda Muzeum ist in Mladá Boleslav für Besucher zugänglich. Als historisches Museumsgebäude dient eine der früheren Werkshallen von Laurin & Klement, in der noch bis in die 1970er Jahre produziert wurde. Škoda hat das Museum 2011 im Rahmen des neuen Corporate Designs umgebaut und umgestaltet. Auch Werksbesichtigungen sind möglich. Ein weiteres Škoda-Museum befindet sich auf dem Gelände des Schlosses Krengerup auf der Insel Fünen in Dänemark. In der Autostadt steht der Škoda-Pavillon. In ihm sind die aktuellen Modelle vertreten. Zum Unternehmen gehört die im Jahr 2000 gegründete Hochschule Škoda Auto Vysoká škola. Zur Škoda Akademie zählt seit 2013 auch die unternehmenseigene Berufsschule, die bereits 1927 am Unternehmensstammsitz in Mladá Boleslav gegründet wurde und aktuell 13 Ausbildungsgänge mit starkem Praxisbezug anbietet. Seit 2014 konstruieren und bauen Auszubildende der Berufsschule mit Unterstützung erfahrener Ingenieure und Mitarbeiter aus den Bereichen Produktion, Technische Entwicklung sowie Design jährlich ein „Azubi Car“. Dabei modifizieren sie ein Serienmodell nach eigenen Vorstellungen und bauen einen fahrtüchtigen Prototyp.

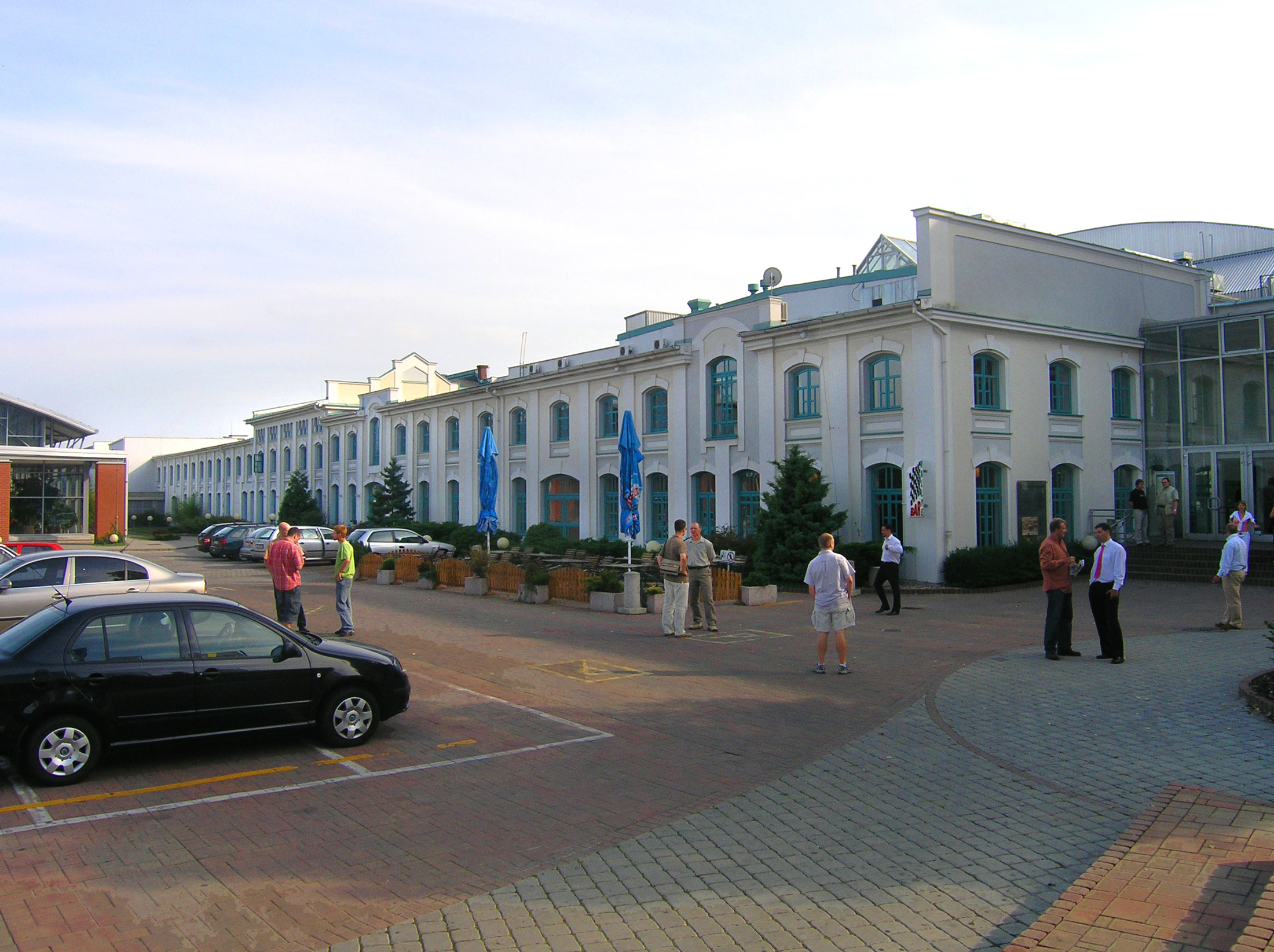
Alte Fabrikhalle
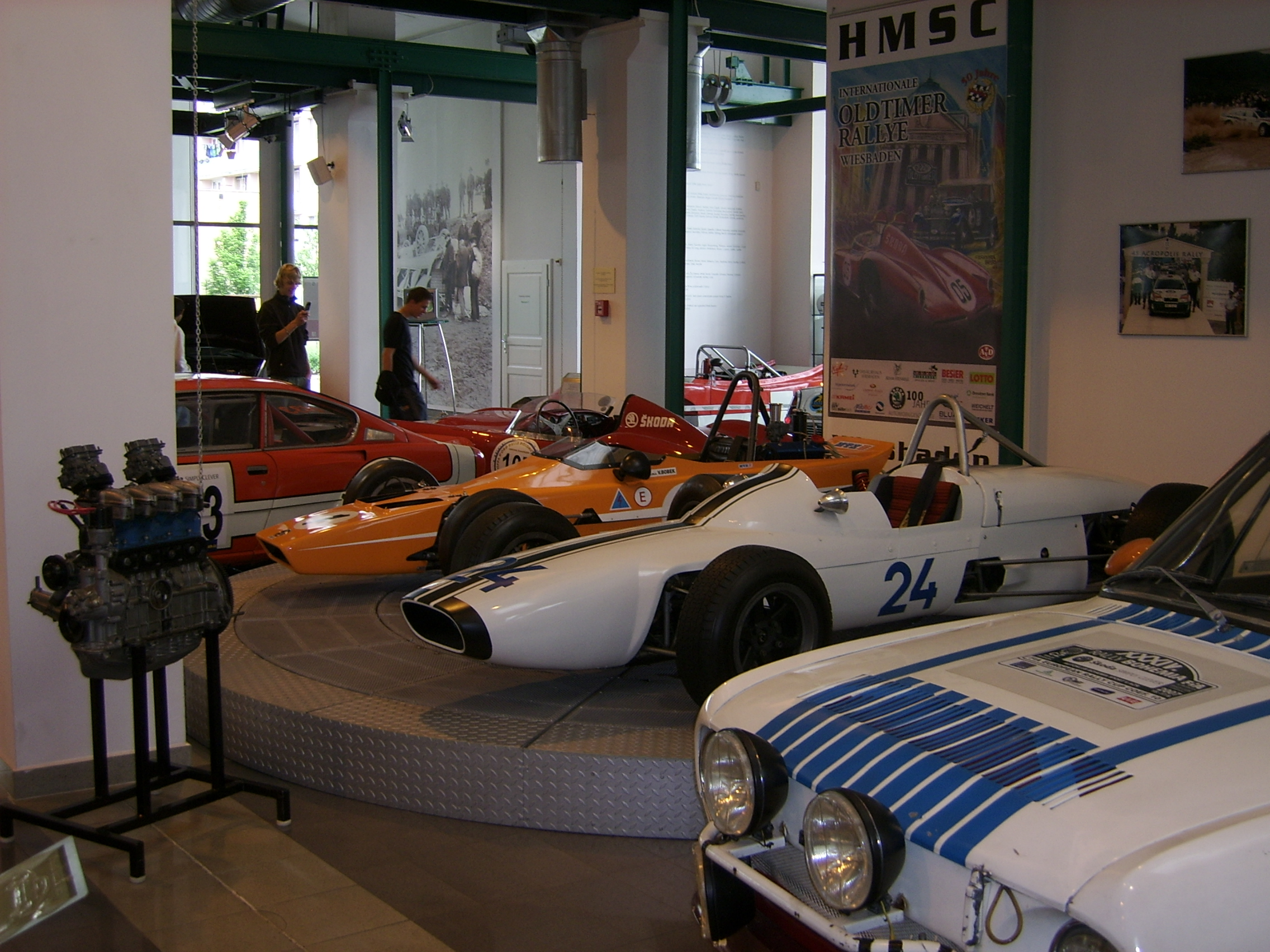
Museum in Mladá Boleslav von innen
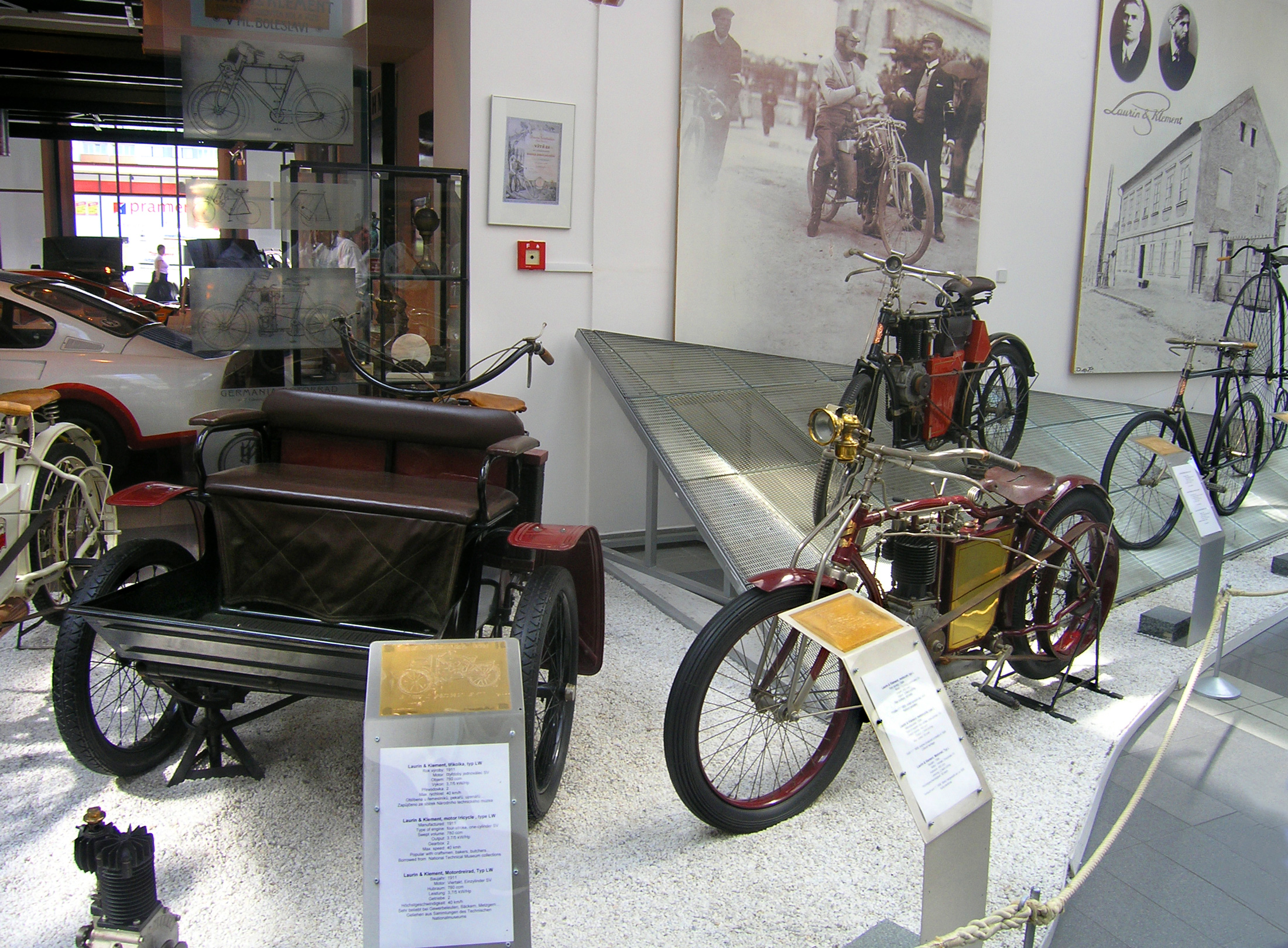
Die ersten Fahrzeuge
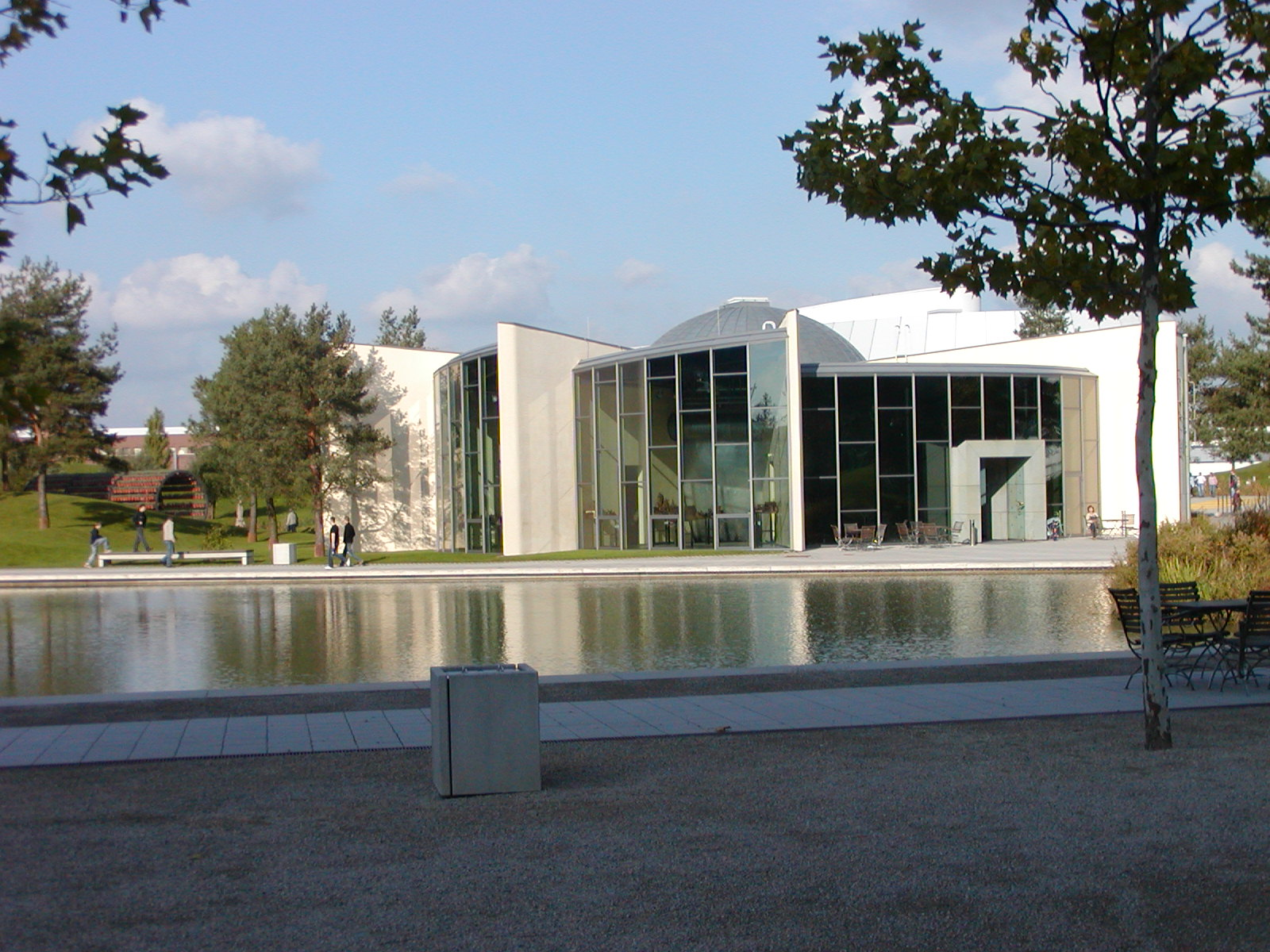
Škoda-Pavillon in Wolfsburg